# Verdrag van Maastricht (1992)
Het Verdrag van Maastricht, officieel het Verdrag betreffende de Europese Unie, kortweg EU-Verdrag, werd op 7 februari 1992 in Maastricht ondertekend door ministers van de twaalf lidstaten van de Europese Gemeenschap en diende ter oprichting van de Europese Unie. Van een economisch samenwerkingsverband werden via het Verdrag van Maastricht de eerste stappen gezet in de richting van een politieke unie. De lidstaten waren over de inhoud van het verdrag tot overeenstemming gekomen tijdens een topontmoeting op 9 en 10 december 1991 in Maastricht. Het verdrag trad op 1 november 1993 in werking. Met het in werking treden van het verdrag hield de Europese Gemeenschap, voorheen de Europese Economische Gemeenschap en oudere Europese samenwerkingsverbanden, op met bestaan.
Met ondertekening van het verdrag gaven de lidstaten - België, Denemarken, Duitsland, Frankrijk, Griekenland, Ierland, Italië, Luxemburg, Nederland, Portugal, Spanje en het Verenigd Koninkrijk - aan het eens te zijn met in december 1991 te Maastricht gemaakte afspraken die als een beginselverklaring kunnen worden opgevat. Deze afspraken hadden verstrekkende staatsrechtelijke gevolgen. Een essentieel onderdeel van het verdrag was dat partijen op enkele in het verdrag beschreven beleidsterreinen hun staatsrechtelijke soevereiniteit zouden overgedragen aan de Europese Unie. Op deze gebieden kreeg het Europees Parlement wetgevende macht. Een andere afspraak was dat partijen er aan zouden meewerken op termijn en in fasen de euro als gezamenlijke munt in te voeren en het monetair beleid in handen van een nieuw op te richten Centrale Europese Bank te leggen.
Het Verdrag is in werking getreden na ratificatie ervan door alle ondertekenende lidstaten. Denemarken, Groot-Brittannië en Ierland bedongen nationale uitzonderingen op enkele in het verdrag opgenomen verplichtingen. Deze staan bekend als opt-outs. Voor zover er geen sprake is van een uitzonderingspositie - bedongen voor het Verdrag van Maastricht of een later verdrag, geldt het recht in de hele Europese Unie.  
Het Verdrag van Maastricht behoort sinds 2018 tot het Europees erfgoed. Mede ter ere van het Europees Erfgoedlabel heeft de Provincie Limburg een permanente expositie ingericht over het Verdrag van Maastricht in Gouvernementsgebouw - de plaats waar in december 1991 de onderhandelingen plaatsvonden. In 2018 is ook Studio Europa Maastricht opgericht: een samenwerkingsverband tussen de Universiteit van Maastricht, de Gemeente Maastricht en de Provincie Limburg. Studio Europa Maastricht is een werk- en ontmoetingsplaats voor gesprek, debat, en kennis- en visieontwikkeling rondom Europese thema’s.
Op de website van Studio Europa Maastricht staan de belangrijkste afspraken, zoals gemaakt in het Verdrag van Maastricht, in het kort opgesomd en uitgelegd.
Met de Verdragen van Amsterdam (1997), Nice (2001) en Lissabon (2007) is het Verdrag van Maastricht nader aangepast en aangevuld.

## Geschiedenis

### Voorbereidingen
Op 1 juli 1991 nam Nederland het halfjaarlijkse voorzitterschap van de Raad van de Europese Gemeenschappen op zich. Het kabinet-Lubbers III wilde, na het ondertekenen van de Verdragen van Schengen een jaar eerder, de Europese integratie opnieuw een flinke stap vooruit helpen. De bedoeling was om tijdens het Nederlandse voorzitterschap overeenstemming te bereiken met de andere lidstaten over verdergaande samenwerking – ook op niet-economisch terrein – en te komen tot een verdrag met een blauwdruk voor een Economische en Monetaire Unie (EMU) en een Europese Politieke Unie (EPU). De EMU, met als doel de invoering van één munt en één centrale bank, stond al sinds 1988 op de agenda. De EPU, het gezamenlijk naar buiten treden van de lidstaten op terreinen als defensie en buitenlandse zaken, was in 1990 als doelstelling geformuleerd.
Het grote historische keerpunt was de val van de Berlijnse Muur in november 1989. Na de Duitse eenwording vond op 27 en 28 oktober 1990 een Europese top plaats in Rome. Deze top kreeg op 14 en 15 december een vervolg in Rome. Tijdens deze top werd in feite het latere Verdrag van Maastricht op de rails gezet. Als gevolg van de Rome-afspraken werden namelijk twee Intergouvernementele Conferentie's (IGC's) opgericht: één voor de EMU en één voor de EPU. Het EPU-voorstel, het vormen van een federaal model met institutionele verbeteringen en democratische controle, ging terug op een Frans-Duits voorstel uit april 1990. Ter voorbereidingen van het Verdrag van Maastricht kwamen in het kader daarvan de ministers van Financiën (de EMU) en de ministers van Buitenlandse Zaken (EPU) daardoor regelmatig bijeen in het kader van een IGC.
Voorafgaand en tijdens de "Europese top" in Maastricht vond intensief diplomatiek overleg plaats, waarbij onder anderen de Nederlandse topdiplomaat Ronald van Beuge een belangrijke rol speelde. Minister-president Ruud Lubbers reisde langs de Europese hoofdsteden om iedereen op één lijn te krijgen. Kort voor de topconferentie: 'Lubbers zit al dagenlang te telefoneren, brieven en faxen te versturen', zo vertelde een van zijn medewerkers aan NRC Handelsblad. Met wie belt hij dan en waarover? 'Ja dat moet je niet vragen. Lubbers is in dergelijke situaties als een tornado bezig, dat kunnen zijn medewerkers ook niet meer allemaal bijhouden. Bovendien is ons standpunt: telefoongesprekken en correspondentie met staatshoofden en regeringsleiders zijn vertrouwelijk.'
De grote man achter het streven naar een politieke unie was Jacques Delors, de voorzitter van de Europese Commissie. Delors wilde nog vóór 2000 de Europese Gemeenschap omvormen tot een politieke federatie met de Europese Commissie in de rol van de uitvoerende macht. In 1988 werd Delors de voorzitter van een speciaal comité welk bestond uit de presidenten van de nationale centrale banken. In navolging van de Europese Akte werd een stappenplan opgezet voor een Economische en Monetaire Unie (EMU) en de invoering van één munt. Dit was in de ogen van Jacques Delors het logische vervolg om de Europese interne markt te voltooien. Het "Rapport-Delors" legde een belangrijke basis voor de afspraken die later over de EMU werden vastgelegd in het Verdrag van Maastricht.
Delors riep met zijn openlijke ambities om te komen tot een politieke federatie veel tegenkrachten op. In Groot-Brittannië was Margaret Thatcher al jaren een fel tegenstander van Europese centralistische ambities. Haar minister van Financiën, Nigel Lawson, was bang dat een Europese eenheidsmunt de eerste stap zou zijn naar een politieke federatie. Hij was voorstander van een vast systeem van wisselkoersen, maar hij was niet plan om het Britse monetaire beleid over te dragen aan een nieuw op te richten Europese Centrale Bank. Lawson verdacht Delors ervan dat hij via de achterdeur probeerde te komen tot een federale Europese regering: een politieke unie die in feite de "Verenigde Staten van Europa" zou gaan inhouden.
Het Comité-Delors onderzocht in 1988-1989 op welke wijze voor de Europese Gemeenschap een economische en monetaire unie tot stand kon worden gebracht. Op 17 april 1989 bracht het comité een verslag uit. Stapsgewijs zouden de lidstaten van de EG moeten toewerken naar één Europese munt en één autonome bankinstelling. In de eerste fase zouden alle Europese munten worden ondergebracht in het Europees Monetaire Stelsel (EMU). Dit was tegen het zere been van de Britten. Volgens Thatcher leefden de voorstanders van één centrale munt in 'een droomwereld' Nog dezelfde maand nodigde Thatcher de Nederlandse minister-president Ruud Lubbers uit voor een bilateraal overleg op landgoed Chequers. Margaret Thatcher liet zich bijstaan door Nigel Lawson, de Britse minister van Financiën, en Geoffrey Howe, de Britse minister van Buitenlandse Zaken. Ruud Lubbers nam de eervolle invitatie aan. Hij liet zich souffleren door Onno Ruding, de toenmalige Nederlandse minister van Financiën, en Hans van den Broek, de toenmalige Nederlandse minister van Buitenlandse Zaken. Tijdens de Chequers-bijeenkomst bleken de Britten op het verkeerde paard te hebben gewed: de Nederlanders waren een voorstander van de EMU.
De Chequers-discussie werd een voorbode van de problemen die Ruud Lubbers in het najaar van 1991 op zijn politieke bord kreeg als EG-voorzitter om te komen tot het Verdrag van Maastricht. In postuum gepubliceerde interviews keek Lubbers in de periode 1992-1995 terug op de binnen Chequers gevoerde discussie. Lubbers: ‘Als er afzonderlijke munten zijn, moet je onevenwichtigheden van tijd tot tijd bijstellen. Anders ontploft het hele stelsel. Aanpassing voorkomt crisis. Zolang die ene munt er niet is, moet een land dat niet met de sterksten mee kan zo nu en dan in alle nederigheid zijn munt aanpassen. Margaret Thatcher leeft zélf in een droomwereld, waarin het mogelijk is om zonder aanpassingen valutacrises te voorkomen. Juist in Groot-Brittannië weigert men die realiteit onder ogen te zien. Het gesprek dat ik in 1989 in Chequers met haar had gevoerd ging voornamelijk over de toetreding van het Britse pond tot het Europees Monetair Stelsel. Thatcher vertelt mij bij die gelegenheid dat zij er tegen is, omdat Londen aan bewegingsvrijheid zou verliezen. Mijn antwoord daarop is dat zij mij doet denken aan een chauffeur die geen veiligheidsriem wil dragen, omdat die zijn bewegingsvrijheid verkleint. Die vergelijking doet haar echter niet van standpunt veranderen. Als er één Europese munt is, doet zich dat hele probleem niet meer voor. Dan zijn er wel andere problemen, zoals onevenwichtigheden en kostenverhoudingen binnen een land. Zie de consequenties van de invoering van de ene D-mark voor de vroegere DDR. De redenering is daarom dat je via het langzaam naar elkaar toe groeien van de verschillende economieën tot één Europese munt kunt komen. Dat is de inzet van Jacques Delors. Eisen die in het plan-Delors gesteld worden aan dat naar elkaar toe groeien zijn de zogeheten convergentiecriteria. Deze zijn terecht vrij hard.'
De harde opstelling van Margaret Thatcher zou nog vóór de onderhandelingen in Maastricht tot haar politieke val leiden. De pro-Europese Geoffrey Howe, Thatchers eerste minister van Financiën en een van de belangrijkste architecten van het gedachtegoed dat als "Thatcherisme" de geschiedenis is ingegaan, nam in november 1990 ontslag. Hij was al door Thatcher van het departement Buitenlandse Zaken gehaald omdat hij te pro-Europees zou zijn en kreeg een functie als plaatsvervangend Prime Minister die grotendeels leeg van inhoud was. Op dramatische wijze legde Geoffrey Howe zijn standpunt uit binnen het Britse parlement. Howe benadrukte in zijn rede dat het Verenigd Koninkrijk al veel eerder lid had moeten worden van het Europese systeem van wisselkoersen en ridiculiseerde Thatchers nachtmerriescenario van een Europese superstaat. Vervolgens ontstond een machtsstrijd binnen de Conservatieve partij. John Major, Thatchers minister van Financiën na het vrijwillige ontslag van Nigel Lawson, kwam na een aantal stemrondes als winnaar uit de strijd. Hij verkreeg het leiderschap van een politieke partij die potentieel reeds gespleten was over het Europa-vraagstuk voordat de onderhandelingen over het uitvoeren van het Rapport-Delors konden gaan beginnen onder Nederlands EG-voorzitterschap.
Delors had niet alleen in Groot-Brittannië belangrijke personen tegen zich in het harnas gejaagd. Ook binnen de Deense, Luxemburgse, Portugese en met name Franse regering hadden velen genoeg van de centralistische ambities van Jacques Delors. Delors had echter wel een belangrijke medestander, de Duitse bondskanselier Helmut Kohl. Het lag gevoelig in zijn eigen land en partij-achterban, maar Kohl was bereid de Duitse Mark op te geven voor een hoger doel: het intensiveren van de Europese samenwerking. Landen die één munt hadden, die voerden geen oorlog met elkaar zo was zijn filosofie. Kort na de val van de Berlijnse muur had Helmut Kohl ideeën ontwikkeld over de wijze waarop een verenigd Duitsland geïntegreerd zou worden in een Europa waarin Duitsland zijn medeverantwoordelijkheid zou dragen voor de vrede  en veiligheid van Europa als geheel. Kernpunt daarin was ook een politieke samenwerking tussen de Europese lidstaten.
In 1991, tijdens de onderhandelingen om te komen tot het Verdrag van Maastricht, stond veel op het spel. De gezamenlijke EG-leiders moesten het definitieve antwoord geven op de economische en geopolitieke kwesties waarmee Europa sinds het midden van de jaren tachtig worstelde: het einde van de Koude Oorlog, de hereniging van Duitsland en de veranderingen die de economische crisis van de late jaren zeventig en tachtig teweeg had gebracht. Na het vallen van het IJzeren Gordijn bonkten de staten van Centraal- en Oost-Europese landen op de Brusselse poorten. Ze wilden graag lid worden van de EG-familie. Tegelijkertijd verdampte binnen verschillende EG-landen de euforie over het einde van de Koude Oorlog. De EG was diep verdeeld geraakt over de wijze waarop Joegoslavië uiteen was gevallen. Duitsland wilde Kroatië en Slovenië, die zelf de onafhankelijkheid hadden uitgeroepen, zo snel mogelijk als onafhankelijke staten erkennen. Frankrijk, Groot-Brittannië en Nederland waren het daar niet mee eens. Ze vreesden dat een dergelijk gebaar de Joegoslavische crisis zou verergeren. Veel politici en opiniemakers beschouwden de top in Maastricht als de laatste echte kans om de Europese samenwerking een nieuwe basis te geven, vóórdat de uitdaging van uitbreiding en nationale reflexen verdere integratie zouden bemoeilijken of tot stilstand konden brengen. De Duitse bondskanselier Helmut Kohl en de Franse president François Mitterrand wilden die kans grijpen, koste wat kost. Het oprichten van de EMU was in hun de sleutel tot een hoger doel. 'De Europese munt moet onomkeerbaar zijn, iets waar onze opvolgers niet meer aan kunnen tornen', aldus Mitterrand. Kohl en Mitterrand namen Wim Kok, de Nederlandse minister van Financiën, apart op 8 december 1991. 'Wim, het is nu of nooit. Dit mag niet mislukken.' Nederland was voorzitter van de Europese top in Maastricht, maar de marsorders werden gegeven door Kohl en Mitterrand.
Het Nederlandse voorzitterschap begon onder slecht gesternte. Minister van Buitenlandse Zaken Hans van den Broek en zijn staatssecretaris Europese zaken Piet Dankert leden een zware nederlaag met het door hun ministerie opgestelde eerste verdragsontwerp. Tijdens een bijeenkomst in Brussel van de ministers van Buitenlandse Zaken werd op het maandag 30 september, "Zwarte maandag", door een overgrote meerderheid werd weggestemd. Het voorstel was te federaal in veler ogen. Alleen België stemde vóór. Op de achtergrond van "Zwarte Maandag" woedde een heimelijke machtsstrijd tussen de Europese Commissie en met name Frankrijk. Zij voerden deze machtsstrijd via de kleine lidstaten die in 1991 het roulerend voorzitterschap bekleedden: Luxemburg en Nederland. De Fransen gebruikten de Luxemburgse regering om hun eigen voorstel te lanceren voor meer Europese samenwerking, maar zonder het federale gedachtegoed waar Jacques Delors zijn zinnen op had gezet. De Fransen wilden een uitbreiding van samenwerking waar de feitelijke macht in handen bleef van de lidstaten. Delors en zijn medewerkers vonden in het Nederlandse kabinet-Lubbers een stroman om de eigen variant van een politieke unie te pushen. Zij wilden aanzienlijk meer invloed voor de Europese Commissie en het Europese Parlement. Met name Piet Dankert, de Nederlandse staatssecretaris voor Europese zaken, wilde concrete stappen in de richting van een Europese federatie. Dankert, voorzitter van het Europees Parlement van 19 januari 1982 tot 24 juli 1984, was een overtuigd federalist. Het ontwerp-verdrag zoals ontworpen door de Luxemburg in de eerste helft van 1991 werd opzij geschoven. Dankert en zijn ambtenaren schreven een gloednieuw ontwerp met radicaal federale ideeën ten aanzien van een politieke unie met een sterke uitvoerende macht voor Europese Commissie. Dankert kon grotendeels zijn gang gaan omdat zijn minister, Hans van den Broek, zijn politieke handen vol had aan de Europese politieke crisis die samenhing met het uiteenvallen van Joegoslavië. Ruud Lubbers was bezig zijn kabinet te redden: het politiek ingrijpen in de WAO leidde bijna tot de val van kabinet Lubbers III. Achteraf is uit een dissertatie-onderzoek gebleken dat medewerkers van de Europese Commissie hadden meegeschreven aan het voorstel.
De Nederlandse regering wilde zich echter niet uit het veld slaan. Lubbers: 'Zwarte Maandag had een moment kunnen zijn om te zeggen: nou, dat lukt dus niet. We hebben wel een top, maar een top zonder ambitie.' Het ministerie van Buitenlandse Zaken zetten zijn schouders eronder. 'Het was geweldig spannend. Het hele ministerie stond onder ongelofelijke druk en er heerste een sfeer van alle hens aan dek, aldus toenmalig secretaris-generaal Ben Bot. 'We hebben na Zwarte Maandag alle directeuren-generaal bij elkaar geroepen en gezegd: hoe dan ook, we móeten zorgen dat het verdrag erdoor komt. Dus terug naar de tekentafel en kijken of we uitgaande van de pijlerstructuur toch tot een verdrag in elkaar kunnen zetten dat een kwantumstap voorwaarts is vergeleken met het Verdrag van Rome.'
Een week na "Zwarte maandag", op 5 oktober 1991, kwamen de ministers van Buitenlandse Zaken bijeen op Kasteel de Haar. De Britten, gesteund door de Nederlanders, waren tegen een gemeenschappelijke Europese defensie. Een gemeenschappelijk defensiebeleid, met een nadrukkelijke aanwezigheid van de NAVO, was wél aanvaardbaar. Lubbers en Van den Broek zetten vervolgens alle zeilen bij om John Major en Douglas Hurd tegemoet te komen. Groot-Brittannië en Italië, geïrriteerd dat de Frans-Duitse as de Europese politiek domineerde, stelden zelf een eigen defensie-voorstel op om in ieder geval aan te tonen dat het debat niet door de Fransen en Duitsers bepaald werd.
Op 8 november had de Nederlandse regering een nieuw voorstel ten aanzien de vorming van de op te richten Europese Unie. Dit greep terug op het voorstel dat de Luxemburgse regering eerder dat jaar had gepresenteerd als roulerend voorzitter. Met dit voorstel maakte Lubbers, die na "Zwarte maandag" zaken had weggetrokken bij het ministerie van Buitenlandse Zaken, een rondgang langs de Europese hoofdsteden. Londen was de zesde hoofdstad die hij bezocht, samen met Hans van den Broek en vicepremier Wim Kok. Dit overleg, op 20 november 1991, zou meer dan vijf uur gaan duren. Lubbers wilde voorkomen dat het in Maastricht tot een enorme botsing met de Britten zou komen. Het was een voorstel met drie pijlers in de vorm van een "tempel" in plaats van een "boom" zoals het Dankert-voorstel beoogd had. De eerste pijler werd gevormd door de Europese Gemeenschappen (conform het Verdrag van Rome), de tweede pijler een gemeenschappelijk buitenlands en veiligheidsbeleid en de derde pijler een samenwerking van justitie en binnenlandse zaken. Voor de tweede en derde pijler zouden aparte supranationale organisaties worden opgericht in plaats van het onder te brengen bij de Europese Commissie.
Tijdens een besloten bijeenkomst van de ministers van Buitenlandse Zaken op 12 november 1991 in Noordwijk werd ondertussen een belangrijke doorbraak bereikt ten aanzien van de uitbreiding van het vetorecht van het Europese Parlement. Groot-Brittannië ging akkoord met de "conciliatieprocedure": het Europees Parlement werd op een groot aantal terreinen medebeslisser (co-decisie) in communautaire wetgeving. Het Europees Parlement zou dus samen met de Raad van Ministers een wetgevende macht  worden. Ook kwam overeenstemming over een van de grootste vernieuwingen: het Europese burgerschap. De Europese Akte had in 1986 reeds het pad geëffend voor vrij verkeer van goederen en personen. Met het Verdrag van Maastricht kregen Europese burgers formeel vrijheid van verkeer en verblijf alsmede actief en passief kiesrecht voor het Europees Parlement en gemeenteraadsverkiezingen in de staat van verblijf.
Het was echter niet gemakkelijk om te komen tot een geheel nieuwe constructie hoe de met het Verdrag van Maastricht op te richten Europese Unie georganiseerd zou worden. In de meeste lidstaten bestond weinig publieke of parlementaire interesse in de verdragsonderhandelingen. Groot-Brittannië vormde de uitzondering. Er bestond een breed en indringend eurosceptisme en uiterlijk halverwege 1992 zouden algemene verkiezingen plaatsvinden. Alle intergouvernementele conferenties waren daarom nieuwswaardig. Met name de nadruk van de Britse regering van een wenselijke opt-out voor de monetaire unie kon op veel aandacht en breed gedragen steun rekenen.
Groot-Brittannië, formeel het Verenigd Koninkrijk geheten, was pas in 1973 lid geworden van de Europese Economische Gemeenschap. Als gevolg van de afwezigheid bij de geboorte van het Verdrag tot oprichting van de Europese Economische Gemeenschap (Verdrag van Rome, 1957) had het het Verenigd Koninkrijk geen invloed gehad op de ideologie achter de gemeenschap en de wijze waarop na 1957 de Europese samenwerking werd ingericht. Na 1957 waren er pogingen geweest om lid te worden, maar deze ketsten af. De Franse president Charles de Gaulle gebruikte bij herhaling zijn vetorecht om lidmaatschap van het Verenigd Koninkrijk tegen te werken. Tijdens het Franse president van Georges Pompidou kwam het Verenigd Koninkrijk vervolgens succesvol in gesprek met de EEG. De Conservatieve Prime Minister Edward Heath leidde in 1973 het Verenigd Koninkrijk de EEG in, maar verloor vervolgens de algemene verkiezingen. Harold Wilson nam namens de Labour partij het stokje over, heronderhandelde de lidmaatschapsvoorwaarden met de EEG en schreef in 1975 een referendum uit om instemming van de Britse bevolking te krijgen. Vervolgens bleek dat het lidmaatschap van de EEG het Verenigd Koninkrijk niet bracht wat beoogd was. In plaats van meeprofiteren met de welvaart van Europa kreeg bijvoorbeeld de verouderde Britse industrie zware klappen omdat zij de concurrentie met de innovatieve Duitse industrie niet aankon. Frankrijk had bovendien toegangseisen gesteld en deze bleken in de weerbarstige praktijk ten koste te gaan van het Britse visserij- en landbouwbeleid. Het Verenigd Koninkrijk kon voorheen goedkoop landbouwproducten inkopen bij leden van de Britse Commonwealth of Nations (met name Canada, Australië en Nieuw-Zeeland), maar werd vanaf 1973 gedwongen in EEG-verband veel hogere prijzen te betalen voor Franse importproducten. Met de stijgende voedselprijzen ontstond binnen Groot-Brittannië kritiek op de EEG en dit zich vertaalde zich in verdeeldheid binnen de Britse politieke partijen, eerst binnen de Labour partij en vervolgens binnen de Conservatieve partij. Het Verenigd Koninkrijk werd bovendien lid van de EEG op het moment dat de 30 jaar van groei en bloei van de kernlanden van de EEG voorbij was. In de jaren zeventig zette zich internationaal een economische recessie in die in de jaren1980 sociaal ontwrichtend zou uitpakken.
In de aanloop tot de onderhandelingen aangaande het Verdrag van Maastricht bestuurde de Britse Prime Minister John Major een Verenigd Koninkrijk dat zich in zware economische problemen bevond terwijl de Britse publieke opinie weinig welwillend was aangaande de voortschrijdende Europese integratie. Major had een zwakke positie in zowel zijn eigen partij als kabinet - de meeste ministers zoals verzameld door Margaret Thatcher waren op hun post gebleven. Major had te maken met een opportunistische parlementaire oppositie en een omvangrijke groep Eurosceptici binnen zijn eigen politieke partij. De Labour partij was ideologisch gezien vóór Europa, maar zou opportunistisch tegenstemmen ongeacht de inhoud van het verdrag. De Labour partij in oppositie en de eurosceptische parlementariërs van de Conservatieve partij hadden tezamen getalsmatig een meerderheid in het Britse Lagerhuis. Prime Minister John Major en Foreign Secretary Douglas Hurd hadden daarom weinig politieke armslag in de richting van de Maastricht-onderhandelingen. Er bestond in Groot-Brittannië een publieke verwachting dat Major algemene verkiezingen zou houden vóór de onderhandelingen in Maastricht om op deze wijze een sterk politiek mandaat te krijgen, maar Major verschoof de datum naar midden 1992. In Britse ogen lag de term "federalisme" bovendien gevoelig. Lidstaat Luxemburg had de term opgenomen in eigen ontwerp-verdrag zonder te realiseren dat het in Groot-Brittannië de connotatie had van onuitspreekbare disloyaliteit en onbenoembare perversiteit. Bovendien was de eurosceptische Margaret Thatcher actief als backbencher binnen het Britse Lagerhuis en mobiliseerde een groep eurosceptici binnen parlement en pers: "tezamen komen in Europa" mocht ontaarden in "meer centralisatie". Het "F-woord" leidde dankzij haar tot een politieke rel. Thatcher dreigde het verdrag weg te stemmen met steun van haar geestverwanten. De Duitse politici stonden juist positief tegenover de term omdat Duitsland zelf een systeem heeft waarin de Länder (de deelstaten) veel macht hebben. Volgens Douglas Hurd was het daarom vooral een taalprobleem en de term moest daarom uit het verdrag gehouden worden. 'Wat maakt het ook uit wat de term is, zolang wij het echte ding maar krijgen', zo was de reactie van Jacques Delors.
De Britse premier John Major was gedwongen zijn bottom line duidelijk uiteen te zetten in het Britse Lagerhuis vóórdat hij in Maastricht ging onderhandelen. Op 20 november 1991 deelde Major aan zijn Britse mede-parlementariërs mee hoe hij de onderhandelingen in Maastricht zou ingaan: geen federalisme, geen concessies aan één Europese munt, geen sociaal handvest, geen gemeenschappelijk defensiebeleid. Samenwerking op terrein van defensie, buitenlandse zaken en binnenlandse zaken: ja. Ondergeschikt aan Europa: nee. Het waren standpunten die reeds bekend waren bij de andere Europese regeringsleiders. John Major was alle Europese hoofdsteden afgereisd om zijn positie duidelijk te maken. Met name met de Duitse bondskanselier Helmut Kohl had Major een goede werkrelatie opgebouwd.
Douglas Hurd, de Britse minister van Buitenlandse Zaken, had reeds een eigen "tegenverdrag" laten opstellen binnen zijn eigen (Britse) departement. In een vroeg stadium had Hurd vastgesteld dat het Verdrag van Maastricht primair zou draaien om de fundamentele vraag op welke wijze de Europese Gemeenschap zou groeien in de richting van een Europese Unie. Ook had hij tijdens gesprekken met internationale collega's vastgesteld dat de lidstaten verdeeld waren over de vraag of het gedachtegoed van Jean Monnet als een doctrine blindelings moest worden uitgevoerd. Dit veronderstelde een graduele groei, sector voor sector, van de overdracht van macht door de Europese naties naar supranationale Europese instituties: eerst kolen en staal, vervolgens nucleaire energie, vervolgens de gemeenschappelijke economische markt, daarna de gemeenschappelijke munt. De Monnet-doctrine volgend: er zou ongetwijfeld de harmonisatie van belasting, sociale uitkeringen en pensioenen volgen. Op termijn zou er zoveel machtsoverdracht komen dat de "Verenigde Staten van Europa" gecreëerd zou worden. Hurd had geconstateerd dat ruim de helft van de lidstaten dit voorstonden, maar dat er ook lidstaten waren die er niet in geloofden. De Fransen hadden bijvoorbeeld een weerzin tegen de Europese Commissie en hadden niet de intentie om hun nucleaire wapens of een permanente zetel in de Veiligheidsraad van de Verenigde Naties over te dragen aan "Europa". Ook voor de Britse regering was dit geen optie. Douglas Hurd liet daarom tijdig een voorstel voorbereiden waarmee hij tot de tanden gewapend kon gaan onderhandelen: niet de "boom" zoals de Monnet-doctrine voorschreef (en zoals Piet Dankert liet uitwerken), maar een "tempel" met drie pilaren. Terwijl de Nederlandse regering na "Zwarte Maandag" werkte aan een voorstel van een "tempel met die pijlers", waren de Britten dus zelfstandig óók aan het ontwerpen. De grondgedachte die Douglas Hurd liet uitwerken was: alleen collectief handelen als Europeanen als dit strikt noodzakelijk was omdat actie op nationaal niveau inadequaat zou zijn. Dit was vloeken in de "Monnet-kerk", maar het Verdrag van Maastricht kon zodanig centralistisch gaan uitpakken dat "ketterij" noodzakelijk werd. Major voelde zich hier niet gemakkelijk bij en vreesde achteraf te kunnen worden beschuldigd van deceptie. Binnen de eigen politieke partij werden daarom gesprekken gevoerd, terwijl Douglas Hurd en John Major een week voor de onderhandelingen in Maastricht ook naar Den Haag kwamen om Ruud Lubbers uit te leggen wat de Britse modus operandi zou zijn. Hurd en Major kregen in Den Haag inzage het voorstel-verdrag zoals bijna gereed was. Tot opluchting van Douglas Hurd was de centralisatie-gedachte was verwijderd. Er bleven alleen nog retorische vraagstukken over die aandacht verdienden. Hurds collega Norman Lamont, de Britse minister van Financiën, was inmiddels al aan het onderhandelen gegaan met zijn Europese collega-ministers. Het leek erop dat Groot-Brittannië een "opt-out" kon krijgen ten aanzien van de eenheidsmunt. Ook op sociaal terrein - een hoofdstuk in het verdrag die een wettelijke basis zou geven voor uiteenlopende wetgeving op het gebied van arbeid en sociale uitkeringen - stond Groot-Brittannië geïsoleerd. Michael Howard, de Britse minister voor Werkgelegenheid, wilde niet instemmen met de tekst die in Maastricht formeel gepresenteerd zou worden. Hurd was het met hem eens. Samen met John Major legde hij dit begin december Ruud Lubbers voort. In zijn private dagboek noteerde Hurd: 'Lubbers tastte vriendelijk en Jezuïtisch [dat was zijn opleiding] onze eindpositie uit. Wij spraken verder over de sociale paragraaf. Onze isolatie zal sterker worden, maar dat kan niet verholpen worden.'
Tegelijkertijd liet ook Jacques Delors nadrukkelijk van zich horen. In een toespraak aan het Europese parlement noemde hij het tempel-model 'georganiseerde schizofrenie' en dreigde het voorstel af te keuren zodra het definitief werd ingediend.

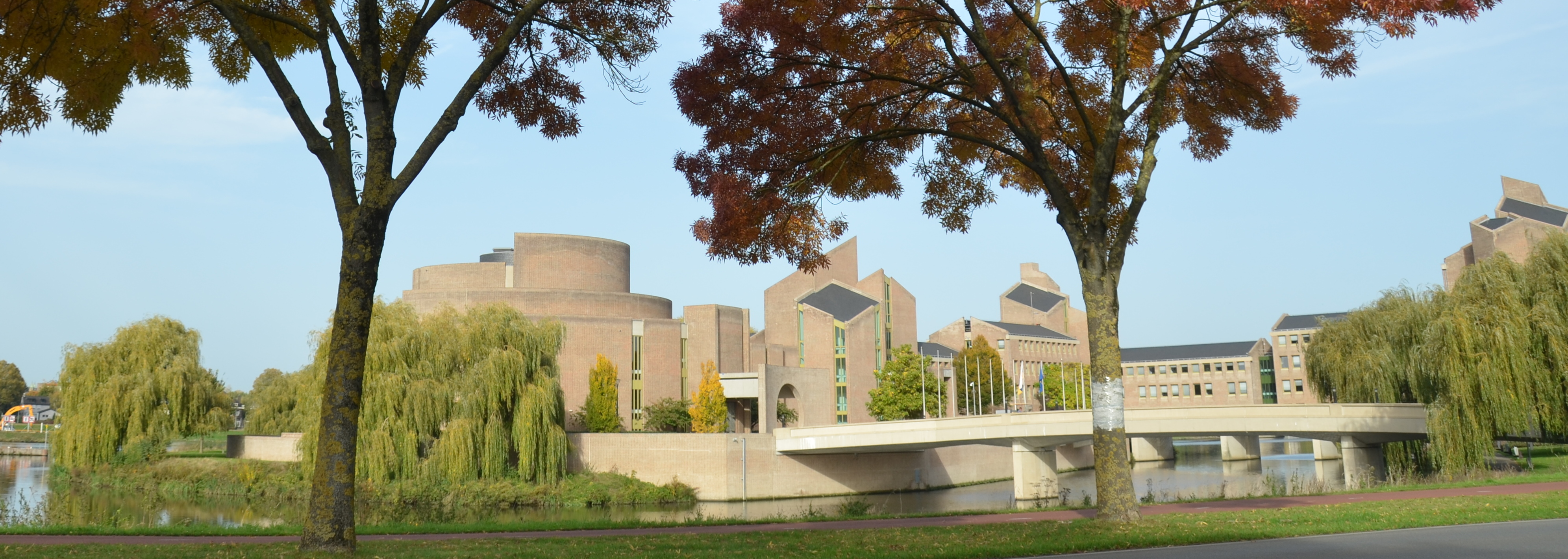
De vergaderlocatie: het Statengebouw van het Limburgs Gouvernement aan de Maas

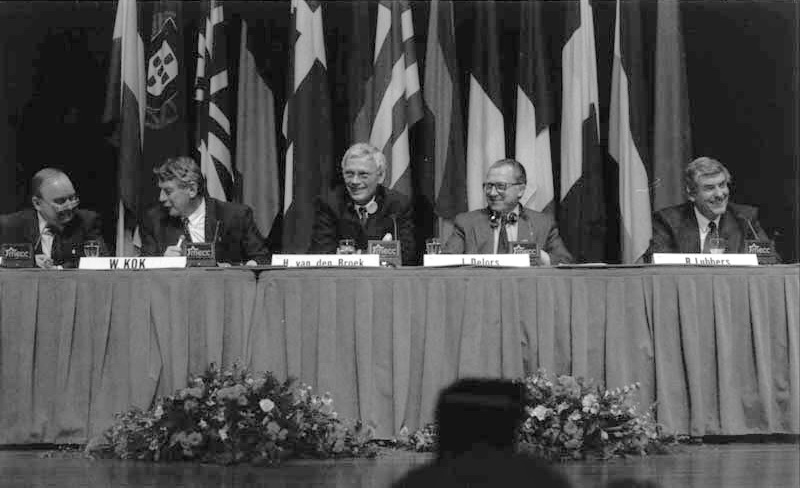
Na het akkoord: persconferentie in het MECC, 11 dec. 1991, ca. 02:00u 's nachts.
Van links naar rechts: ?, Wim Kok, Hans van den Broek, Jacques Delors en Ruud Lubbers

Overzicht van landen die het verdrag in 1992 ondertekenden. In de rood gekleurde landen vonden referenda plaats

Op 9 en 10 december kwam de Europese Raad van regeringsleiders bijeen voor een topconferentie ("Europese top" of "Eurotop") in het Gouvernement aan de Maas in Maastricht. Ook de vakministers van de lidstaten waren aanwezig. Voor de conferentie was de ronde feestzaal in het Statengebouw van het provinciehuis ("Limburgs Gouvernement") omgebouwd tot vergaderzaal. Het MECC-congresgebouw fungeerde als perscentrum. Koningin Beatrix ontving de Franse president François Mitterrand, de elf minister-presidenten van de andere lidstaten (waaronder Helmut Kohl en John Major), alsmede commissievoorzitter Delors voor een lunch in het kasteel-restaurant Neercanne. Ondanks alle diplomatieke inspanningen voorafgaande aan de conferentie bleef het tot het laatste moment spannend of de bijeenkomst met een positief resultaat kon worden afgesloten. Het door topkok Cas Spijkers bereidde slotdiner werd als lopend buffet opgediend aan journalisten, politie-mensen en andere medewerkers omdat de politici moesten door vergaderen. Pas op de tweede dag, om 1.30 uur in de nacht werd een eindresultaat bereikt.
Bijna alle lidstaten vonden dat er één Europese munt moest komen, maar verder verdedigden alle landen hun eigen belangen. Behalve bij Groot-Brittannië was er daardoor wel een wil om door te zetten en onderling concessies te doen. Aanvankelijk was door de verschillende posities van de lidstaten en hun deelbelangen geen sprake van een blok "continent" dat tegenover het Verenigd Koninkrijk stond, maar dat werd het wel tijdens de onderhandelingen in Maastricht naarmate bleek dat Groot-Brittannië slechts één motief had om mee te werken aan de Europese integratie: het vrijhandelsaspect (economische samenwerking en open grenzen). Het Verenigd Koninkrijk was faliekant tegen de Europese munt en Europese sociale wetgeving. De Britten wilden geen Europese defensie en geen federaal Europa.
De Britten konden alles met een veto blokkeren. Dit zorgde voor grote spanningen tijdens de conferentie. De conferentie was in de woorden van Wim Kok, de toenmalige minister van Financiën  en vice-premier, daardoor een continu gevecht. Uiteindelijk werd de oplossing gevonden in een Brits opt-out. Daardoor kon in ieder geval overeenstemming worden bereikt ten aanzien van de EMU. Een proces waarvan de eerste stappen reeds waren gezet in de jaren zestig, een ingewikkelde geschiedenis kende als gevolg op de opstelling van Frankrijk en gevoeligheden in Duitsland omdat de Duitse Mark moest worden "opgeofferd", kon eindelijk afgerond worden.
Norman Lamont, de Britse minister van Financiën, was een politicus in de politieke traditie van Margaret Thatcher. Kort na aantreden als minister had hij ontdekt wat de Britse ambtenaren hadden bedacht om tóch bij Europa te kunnen blijven behoren, maar zonder deelname aan de EMU: een opt-out bedingen. Via een opt-out hoopte John Major (zijn voorganger als minister van Financiën onder Margaret Thatcher en inmiddels de Prime minister die Lamont tot minister van Financiën had verheven) in het hart van de Europese besluitvorming te kunnen blijven zonder een definitieve commitment aan te gaan en daarmee de Conservatieve partij verenigd te kunnen houden. Lamont besefte dat een opt-out slechts het rekken van tijd was, maar hij speelde het spel wel mee tijdens de voorbereidende Europese vergaderingen en conferenties ten aanzien van de EMU die eind 1990 begonnen. Hij wist het beginsel veilig te stellen in de aanloop tot de conferentie in Maastricht. Lamont was echter ook een uitgesproken persoonlijkheid. Hij ergerde zich over de wijze waarop de Europese vergaderingen verliepen. Tijdens de onderhandelingen voor het Verdrag van Maastricht hoorde hij voor het eerst Europese politici openlijk en enthousiast zeggen dat zij werkten aan een Europese staat. Een kwestie die buiten de vergadertafels en uitgebreide lunches niet publiekelijk door dezelfde personen benoemd werd. Bovenal een kwestie die zeer gevoelig lag in zowel de Britse publieke opinie als parlement. Zelfs Lamonts Franse collega, in Lamonts ogen een realistisch man, was ervan overtuigd dat zijn kinderen onder een Europese regering zouden gaan leven. Lamont was het er niet mee eens en trok voor zichzelf de streep: hij onderhandelde simpelweg iets uit voor het Britse parlement waar met een "ja" of "nee" op een geschikt moment geantwoord kon worden.
Het was Norman Lamont die voor drama zorgde tijdens de conferentie. In Wim Kok, zijn Nederlandse collega en voorzitter van de vergaderingen van Europese ministers van Financiën, trof Lamont een beginselmatige tegenstander aan. Tijdens een lunch met een 1979 Château Yon Figeac St-Emilion had Lamont in een van de voorbereidende vergaderingen al ontdekt dat de meeste van zijn Europese collega's niet van plan waren om het Verdrag van Maastricht voor te gaan leggen aan de nationale parlementen. Het was in hun ogen aan de nationale regeringen en de Europese Commissie om besluiten te nemen over de eenheidsmunt en de kwalificaties daarvoor voor lidstaten. Wim Kok verbaasde Lamont door te zeggen: 'Als wij parlementen betrekken in deze zaak dan zullen zij tegen de eenheidsmunt stemmen en zal Europa nooit zijn lotsbestemming bereiken.' Tot Lamonts grote ergernis wilde Kok, in Lamonts ogen een snel geprikkelde man die zijn ware gezicht verborg in de richting van zijn Europese collega's, tijdens de vergadering van de ministers van Financiën in Maastricht een door Lamont opgesteld protocol regel voor regel doornemen in de vergadering in plaats van als niet-onderhandelbaar document overnemen. Ondanks protesten van Lamont zette Kok door en zei dat de vergadering wellicht het document wilde amenderen. Lamont antwoordde daarop dat de opt-out uitsluitend op Groot-Brittannië betrekking had en dat dit niet onderhandelbaar was. Desondanks begon Kok het protocol regel voor regel door te nemen. Een woeste Lamont stond op en verliet het vertrek zonder om schorsing van de vergadering te vragen. Hij had met slaande deuren willen vertrekken, maar helaas was de deur zo zwaar dat hij alleen maar erg langzaam bewoog en in het slot viel zonder veel geluid te maken. Na overleg met John Major en Ruud Lubbers in een ander vertrek kwam Lamont terug. In zijn afwezigheid was de opt-out geaccepteerd zonder enige amendement. Lamont was ervan overtuigd dat hij via zijn weglopen een door Kok uitgezette val was ontlopen.
Over de wijze waarop John Major en Ruud Lubbers tot overeenstemming zijn gekomen lopen de versies uiteen. Nog niet alle archieven zijn openbaar en de verschillende versies in gepubliceerde memoires zijn strijdig met elkaar of zwijgen over details. Norman Lamont geeft in zijn memoires geen details, behalve dat hij moest wachten tijdens de lopende vergadering van ministers van Financiën totdat John Major en Ruud Lubbers, die een bilaterale bijeenkomst hadden, beschikbaar voor hem was. John Major schreef in zijn memoires dat hij gewaarschuwd werd dat Lamont de vergadering had verlaten. Zijn ambtenaren knepen de vingers samen: hun opt-out werd bediscussieerd en hun minister was er niet bij. Tijdens een pauze van de besprekingen van regeringsleiders had Ruud Lubbers gevraagd of hij Major apart kon spreken over de sociale paragraaf omdat dit onderhandelingsdeel in een patstelling dreigde te eindigen. Major vroeg op zijn beurt of Norman Lamont daarbij kon zijn en liet naar Lamont zoeken. Ook Wim Kok kwam te voorschijn en wilde over Norman Lamont praten, aan de expressie van zijn gezicht te zien was dat in negatieve zin. Kok vertelde Major: 'Er zijn problemen. Ruud zal het je vertellen.' Lubbers startte met de eerste opt-out, de EMU. Hij benoemde een paar kleine problemen die waren voortgekomen uit de vragen van de ministers van Financiën. Die problemen werden snel opgelost nadat ook Norman Lamont aan het gesprek had deelgenomen. Major vertelde aan Lubbers en Kok dat hij geen politieke bewegingsruimte had voor de EMU opt-out. Maar, als hij de belofte kreeg dat hij de opt-out zou krijgen, dan zou hij de Nederlandse ambities niet blokkeren. Lubbers en Kok reageerden teleurgesteld en probeerden tegenwerking te geven, maar binnen enkele minuten gaven zij dit op. Major veronderstelde in zijn memoires dat Lubbers en Kok dit deden omdat er een groter gevaar uitging van de impasse rond de sociale paragraaf: dát kon het gehele verdrag in gevaar brengen. Major was tegen deze paragraaf omdat Europese rechters zich konden gaan mengen in Brits nationaal beleid. Ruud Lubbers, die zich volgens Major onberispelijk gedroeg, kwam uiteindelijk in het gesprek (waar ook de Duitse bondskanselier Helmut Kohl aanwezig was) tot een oplossing: de sociale paragraaf werd gedegradeerd tot protocol dat als appendix aan het Verdrag werd toegevoegd en met nadrukkelijke mededeling dat het niet voor het Verenigd Koninkrijk van toepassing was. Kohl stemde in. Major accepteerde de creatieve oplossing: unie-breed zou de sociale paragraaf dood zijn. Het zou alleen betrekking hebben op de andere elf lidstaten en via het protocol bij het verdrag zou dat nadrukkelijk worden vastgesteld. De Britse ambtenaar Jeremy Heywood heeft aan het thuisfront meer verteld. Dat is postuum gepubliceerd in 2021. Volgens Heywood heeft Wim Kok in december 1991 de vergadering geschorst nadat Norman Lamont was weggelopen. Hij verdween uit de vergaderruimte, op de hielen gezeten door een Britse ambtenaar. Deze Britse ambtenaar kon later aan zijn collega's vertellen wat er gebeurd was. John Major had gesproken met zowel Lubbers als Helmut Kohl. Lubbers en Kohl hadden vervolgens Wim Kok medegedeeld dat hij het Britse voorstel voor de opt-out moest accepteren. De rest van de bijeenkomst van de ministers van Financiën was vervolgens, vanuit het Britse perspectief, eenvoudig geweest omdat het Britse doel bereikt was.
Ook de herinneringen van Ruud Lubbers zijn postuum gepubliceerd. Lubbers vertelde in de periode 1992-1995 aan historicus Theo Brinkel: 'Iedere speler heeft zijn eigen rol. Helmut Kohl zet zich in voor het bewerkstelligen van strakke teksten over de EMU. De groei naar één Europese munt moet zorgvuldig gebeuren. De Bondsrepubliek moet haar D-mark er vol vertrouwen in kunnen laten overgaan. Later zullen daar juist in Duitsland de meeste zorgen over ontstaan. Kohl vindt ook dat het gehele werk in Maastricht af moet komen, omdat hij vreest dat wij de laatste generatie zijn die dit tot stand kan brengen. Hij voelt dat het tij zal verlopen. Op het einde is hij ook mede bereid om de concessies te dragen, die gedaan moeten worden aan John Major. Het lukt niet om het sociale luik bij het Verdrag onder te brengen. Ik vind dat jammer. Ik heb teksten klaarliggen met nog wat meer subsidiariteit erin, waarmee het volgens mij voor Groot-Brittannië aanvaardbaar had moeten zijn om het sociale luik te ondertekenen. Door het verloop van de vergadering en vooral door de ruzies over de EMU, is de rek eruit bij hen die juist een stevig communautair sociaal hoofdstuk willen, om ook nog op het sociale deel verdere concessies te doen. Vooral Norman Lamont, de Britse minister van Financiën, ligt ontzettend dwars. Op een gegeven moment zet Major hem opzij en gaat hij het zelf doen. Alleen zo komt de tekst voor het monetaire deel rond. De klok tikt door en dan komt Delors met de grap van de Britse opting-out voor de sociale paragraaf. Dat is een teleurstelling voor mij. Maar, om met wijlen Jan de Koning te spreken: “Als het niet kan zoals het moet, dan moet het maar zoals het kan.” Dit had echter beter gekund.'
De Britse delegatie kreeg uiteindelijk waar het om gevraagd had. De term "federaal" werd vervangen door "Ever closer union", een steeds hechter wordend verbond. John Major ging akkoord met het verdrag op voorwaarde dat Groot-Brittannië in later stadium kon afhaken van de eenheidsmunt. Denemarken vroeg en kreeg ook een opt-out hieromtrent. De sociale paragraaf verwerd tot een protocol waarbij nadrukkelijk vermeld dat het niet voor het Verenigd Koninkrijk van toepassing was. Voor de Britten was de sociale paragraaf onverteerbaar omdat dit politieke hervormingen op de Britse arbeidsmarkt teniet zou doen en de werkloosheid zou opstuwen. Alle politieke hervormingen zoals tot stand gebracht door onder meer Margaret Thatcher, Geoffrey Howe en Nigel Lawson dreigden teniet te worden gedaan. Voor de Britse Conservatieve partij was het daarom een principiële kwestie: het had de partij jaren gekost om protectionistische maatregelen van de eerdere Britse Labour-regering teniet te doen en de aanbodzijde van de markt te stimuleren. De Britten stonden lijnrecht tegenover de socialisten Mitterrand en Delors. Bovendien had Major te maken met muiterij in eigen gelederen. Michael Howard, de Brits verantwoordelijk minister, was niet in Maastricht aanwezig maar werd wel voortdurend op de hoogte gehouden van de ontwikkelingen en had in feite van Major een vetorecht gekregen. De eurosceptische Howard, reeds door Margaret Thatcher benoemd tot minister van arbeidsaangelegenheden en door Major gehandhaafd op die positie, dreigde telefonisch om ontslag te nemen als minister indien Groot-Brittannië aan de onderhandelingstafel van Maastricht zou instemmen met de sociale paragraaf.
De sociale paragraaf werd daarom omgezet in een apart protocol dat aan het verdrag werd toegevoegd. Groot-Brittannië kon niet de sociale paragraaf accepteren zoals hij was opgesteld door de Nederlandse regering, maar wilde evenmin een tweede opt-out of het gehele Verdrag van Maastricht saboteren. De andere lidstaten wilden niet de alternatieve tekst accepteren die door de Britten werd gepresenteerd. Mitterrand weigerde een verdrag te ondertekenen zonder de sociale paragraaf en vond steun bij de overige tien lidstaten. Ruud Lubbers kwam met de inventieve oplossing tijdens een onderonsje tussen Major, Lubbers en Kohl: Lubbers stelde een omgekeerde opt-out voor, een sociale paragraaf die niet voor de Britten gold als annex op het verdrag. Kohl en Mitterrand konden daar mee instemmen. Volgens Douglas Hurd toonde de slimme en altijd hoffelijke Lubbers daarmee zijn politiek vernuft. Overigens heeft Lubbers zelf een andere lezing van deze doorbraak. Jacques Delors had het idee naar voren geschoven toen het nog over de EMU ging. Mogelijk was het als grap bedoeld en heeft Lubbers er inventief een draai aan gegeven door met juridische constructies te gaan spelen.
Over de gemeenschappelijke defensie waren de gemoederen ook hoog op gelopen. De "Europeanen" hadden tegenover de "Atlantici" gestaan. Frankrijk was kampioen van de "Europeanen". Frankrijk was tussen 1966 en geen 1996 geen lid geweest van de NAVO, had eigen nucleaire wapens ontwikkeld en wilde een sterk Europees leger. De wens was een leger dat kon worden ingezet na unanieme opdracht van de Europese Raad van Ministers zonder medezeggenschap van het Europese parlement. Groot-Brittannië, Denemarken en Nederland waren uitgesproken "Atlantici": zij hechtten sterk aan goede betrekkingen met de Verenigde Staten. Uiteindelijk werd de strijdbijl begraven door er een taalkwestie van te maken: geen 'common defence' maar een 'common defence policy' (een gemeenschappelijk defensiebeleid dat op termijn kon leiden tot een gemeenschappelijke defensie). Douglas Hurd kon zich in deze terminologie vinden omdat het voorwaardelijk was. Het was "kunnen" in plaats van "zou moeten" en de individuele relaties van de lidstaten met de NAVO bleef ongemoeid.
Na twee dagen moeizaam onderhandelen kon de Maastrichtse Eurotop op 11 december 1991 om half 2 's nachts worden afgesloten met een akkoord. In de ogen van Helmut Kohl had Ruud Lubbers met zijn voorzitterschap een historische prestatie geleverd.
Lubbers had er moeite mee dat Major de uitkomst van de Europese Raad in eigen land presenteerde als een persoonlijke overwinning. "Game, set and match" werd triomfantelijk aan de pers gemeld. Met name de Franse president Mitterrand was er razend over. Hij was niet gelukkig met het onderhandelingsresultaat omdat de sociale paragraaf ontbrak en vond dat voorzitter Nederland te veel ruimte had gegeven aan de Britten. Jacques Delors vertelde journalisten dat hij de voorkeur gaf aan de regels van voetbal terwijl Major klaarblijkelijk die van rugby prefereerde. Het was daarom moeilijk voor hem om de prestatie van de Britse Prime Minister te duiden. John Major had echter niets met de frase te maken. Het kwam uit de koker van zijn persvoorlichter. Douglas Hurd vond de vergelijking zeer pijnlijk. Diplomatie is geen tenniswedstrijd. Diplomatiek onderhandelen gaat volgens Hurd om het bereiken van een compromis, niet om het behalen van een triomfantelijke overwinning op een tegenstander.
Achteraf heeft Ruud Lubbers op bijna academische wijze beschouwend terug gekeken op zijn voorzitterschap in gesprek met een Britse auteur. De fout die hij gemaakt had tijdens de Maastricht-onderhandelingen: het niet-waarderen van Majors onbuigzame houding ten aanzien van de sociale paragraaf. Als auteur van deze paragraaf dacht Lubbers voldoende materie te hebben ingebouwd om Groot-Brittannië te laten tekenen. Reflecterend op zijn eigen rol in het geheel: 'Als ik had geweten dat John Major in alle omstandigheden een opt-out nodig had, dan had ik het anders gespeeld.'

### Ondertekening
Twee maanden later, op 7 februari 1992, vond de ondertekeningsceremonie plaats in hetzelfde gebouw waar de onderhandelingen hadden plaatsgevonden, ditmaal in de Statenzaal. Dat de ondertekening in Maastricht zou plaatsvinden – en daardoor de naam van die stad zou dragen – was geenszins vanzelfsprekend, omdat op dat moment Portugal het voorzitterschap van Nederland had overgenomen. De Portugezen waren echter net lid en hadden hun handen vol aan de organisatie van hun eerste topconferentie. Ze stemden er daarom in toe dat de ceremonie in Maastricht plaatsvond. Bij de ondertekening waren onder anderen de Portugese premier Aníbal Cavaco Silva aanwezig, alsmede premier Lubbers, commissievoorzitter Delors en de voorzitter van het Europees Parlement, Egon Klepsch. Bij aankomst in het Gouvernement werden de gasten onthaald op een serenade door de 140 leden van de Koninklijke Harmonie Sainte Cécile uit Eijsden. De handtekeningen onder het lijvige verdrag werden gezet door de gevolmachtigde ministers van de twaalf toenmalige lidstaten van de Europese Gemeenschappen, in de meeste gevallen de ministers van buitenlandse zaken en die van financiën:
- voor België: Mark Eyskens en Philippe Maystadt
- voor Denemarken: Uffe Elleman-Jensen en Anders Fogh Rasmussen
- voor Duitsland: Hans-Dietrich Genscher en Theodor Waigel
- voor Frankrijk: Roland Dumas en Pierre Bérégovoy
- voor Griekenland: Antonis Samaras en Efthymios Christodoulou
- voor Ierland: Gerard Collins en Bertie Ahern
- voor Italië: Gianni De Michelis en Guido Carli
- voor Luxemburg: Jacques Poos en Jean-Claude Juncker
- voor Nederland: Hans van den Broek en Wim Kok
- voor Portugal: João de Deus Pinheiro en Jorge Braga de Macedo
- voor Spanje: Francisco Fernández Ordóñez en Carlos Solchaga Catalán
- voor Verenigd Koninkrijk: Douglas Hurd en Francis Maude[96]

Norman Lamont, de Britse minister van Financiën, weigerde het Verdrag persoonlijk te ondertekenen. Hij kon niet verdragen dat zijn handtekening voor altijd op het Verdrag zou prijken. Francis Maude, de Financial Secretary to the Treasury, kwam in zijn plaats naar Maastricht.
| Vlag van België | Vlag van Denemarken | Vlag van Duitsland | Vlag van Frankrijk | Vlag van Griekenland | Vlag van Ierland             |
|                 |                     |                    |                    |                      |                              |
| Vlag van Italië | Vlag van Luxemburg  | Vlag van Nederland | Vlag van Portugal  | Vlag van Spanje      | Vlag van Verenigd Koninkrijk |
|                 |                     |                    |                    |                      |                              |

### Ratificatie

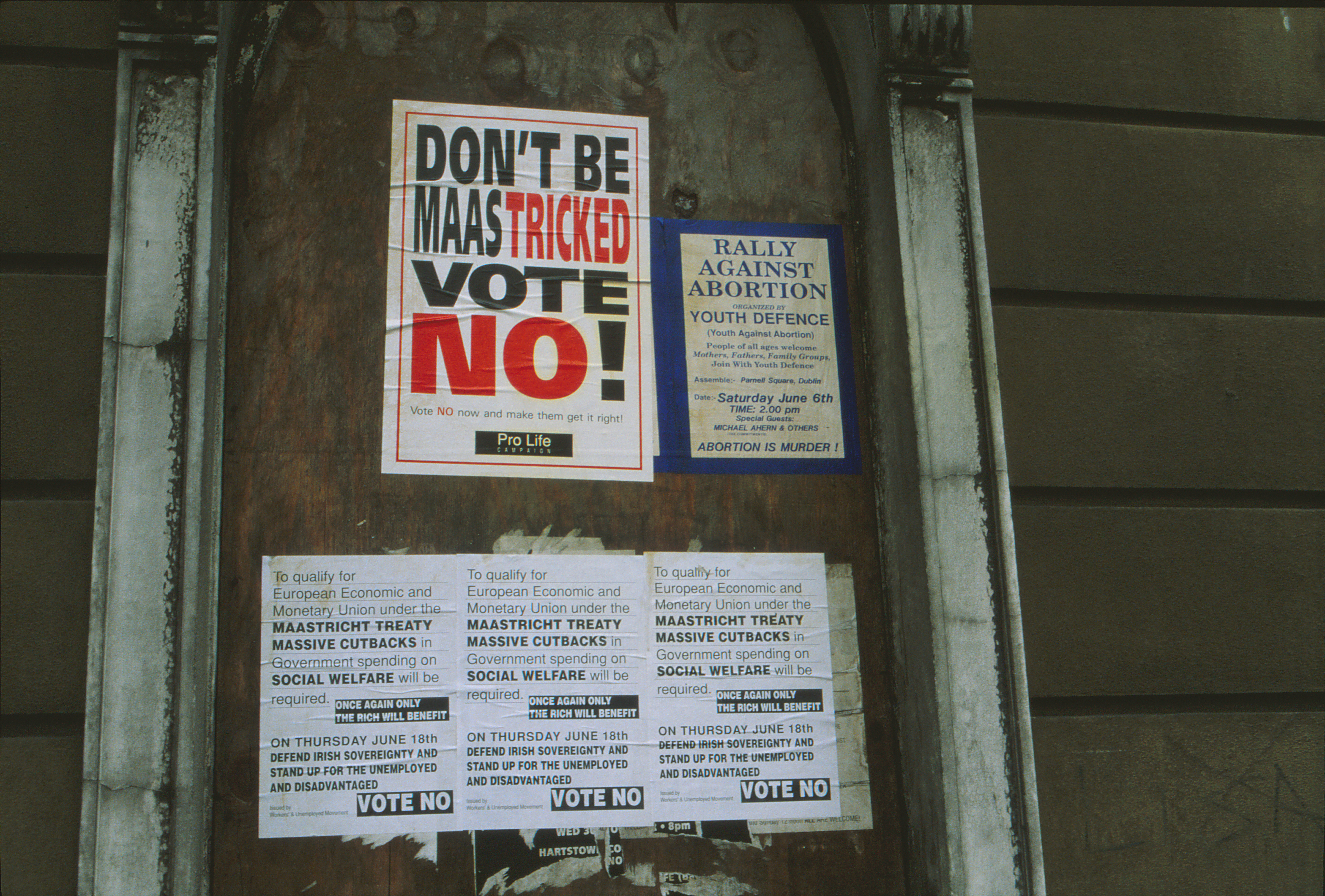
Ierse oproep om "no" te stemmen in het referendum

In de periode tussen de ondertekening en inwerkingtreding van het verdrag vonden volksraadplegingen plaats in drie van de twaalf lidstaten. Op 2 juni 1992 stemde een kleine meerderheid van de Denen tegen het verdrag. Door deze onverwachte uitslag kwam ratificatie op losse schroeven te staan, aangezien het verdrag alleen in werking kon treden als alle landen instemden. Op 18 juni stemden de Ieren vóór ratificatie en op 20 september deden de Fransen hetzelfde. Voor de Denen werden op de Europese top van Edinburgh in december 1992 enkele uitzonderingen gemaakt, waarna een meerderheid van de Denen bij een tweede referendum op 18 mei 1993 vóór het verdrag stemde.
Na het eerste Deense referendum gingen Jacques Delors en de Europese Commissie over tot beleidswijzigingen. Wetgevingsprocessen werden afgestoten in de richting van de nationale staten en pogingen werden ondernomen om het wetgevende werk van de Europese Commissie meer open en transparant te maken. John Major vertraagde het Britse parlementaire debat over de ratificatie tot ná het tweede Deense referendum. In de tussentijd verleenden de twaalf lidstaten tijdens een topbijeenkomst in Edinburg aan Denemarken nadere uitzonderingsposities op het terrein van de EMU en het gemeenschappelijke buitenlandse en veiligheidsbeleid. Na een Deense regeringswisseling werd het tweede Deense referendum gewonnen met een comfortabele 56,8%.
In het Verenigd Koninkrijk had premier Major grote problemen om het verdrag door het Britse parlement te loodsen. Na het vertrek van Nigel Lawson als minister van Financiën had zijn opvolger, John Major Margaret Thatcher ervan weten te overtuigen dat het verstandig was om mee te doen aan het Europees Wisselkoersmechanisme. In 1992, een paar maanden na ondertekening van het Verdrag van Maastricht, kwam dit systeem onder druk te staan als gevolg omdat beursspeculanten gebruik maakten van het gebrek aan vertrouwen in het Verdrag van Maastricht nadat een meerderheid van de Deense bevolking tegen ratificatie van het Verdrag had gestemd. De Duitse Mark stond op dat moment onder druk als gevolg van het Duitse eenwordingsbeleid terwijl de Amerikaanse dollar aan het dalen was. De Britten en Italianen werden gedwongen het systeem te verlaten, terwijl de Spaanse Peseta sterk devalueerde en de Franse Frank met moeite overeind bleef. Het publieke vertrouwen in de EMS, dat een Duits design leek te zijn, daalde snel. De in de Verenigde Staten gevestigde beursspeculant George Soros wist op 16 september 1992, "Zwarte Woensdag", onder meer in één dag een miljard dollar te verdienen door op riskante wijze te speculeren dat de Britse regering en nationale bank niet tijdig konden reageren op internationale onrust binnen de valutahandel. Het heeft de Britse schatkist minstens 3 miljard Pond gekost. De Britse minister van Financiën, de toch al eurosceptische Norman Lamont, moest publiekelijk door het stof. Idem John Major, want hij was de minister van Financiën geweest die het Britse Pond in het wisselkoerssysteem had gebracht. Deze monetaire nederlaag maakte de - voor later geplande - verdediging van het Verdrag van Maastricht in het Britse parlement bijzonder moeilijk. Na "Zwarte Woensdag" bleef de gedachte hangen dat het Europese project teveel risico's met zich meebracht en Groot-Brittannië afsloot van grotere, wereldwijde condities. Margaret Thatcher stelde zich aan het hoofd van Conservatieve eurosceptici die volle munt sloegen uit het Deense "nee". Ook zij wilden een referendum. Major had weliswaar in april 1992 de algemene verkiezingen gewonnen, maar de meerderheid van de Conservatieve partij in het Lagerhuis was geslonken van 88 naar 21. Dit maakte de positie van de eurosceptici politiek sterk en bovendien werden zij in de rug gesteund door een aantal populaire tabloid-kranten. Uiteindelijk werd het verdrag met een nipte meerderheid in het Lagerhuis goedgekeurd (319 tegen 316 stemmen). De roep om een referendum over het lidmaatschap van de Europese Gemeenschap/Unie was begonnen. Toekomstige Conservatieve partijleiders konden op lange termijn niet om het vraagstuk heen. Het niet-houden van een referendum in 1992 kan worden gezien als een van de oorzaken van Brexit.
Mitterrand en Kohl waren de grote mannen achter het Verdrag van Maastricht. Maar ook in Frankrijk en Duitsland verliep het ratificatieproces moeizaam. In Frankrijk werd een referendum gewonnen met slechts een marginale meerderheid na een intensieve politieke campagne waarbij Mitterrand zijn impopulaire premier Édith Cresson had vervangen en zijn voormalig minister van Cultuur Jack Lang speciaal had aangesteld om de referendumcampagne te leiden. Aan de vooravond van het referendum sprak het prestigieuze dagblad Le Monde zich in een hoofdcommentaar uit vóór het referendum: een "nee" zou de grootste catastrofe zijn voor Frankrijk en Europa sinds Adolf Hitler in Duitsland aan de macht was gekomen. Met een opkomst van 70% stemde van de Fransen slechts 51,05% vóór en 48,95% tegen het Verdrag van Maastricht. Dit resultaat riep vragen op over de rechtvaardiging van alle Franse regeringsinzet. De uitslag versnelde de politieke val van Mitterrand en schokte het zelfvertrouwen van de Europese gemeenschap. De Duitse tabloid Bild had in december 1991 een aantal artikelen gepubliceerd waarin verzet werd aangetekend tegen de EMU. Op de tweede dag van de onderhandelingen in Maastricht opende de populaire massakrant met: 'Het einde van de D-Mark'. Wijdverspreide Duitse zorgen over de implicaties van de EMU, gevoed door de stijgende kosten van levensonderhoud als gevolg van de Duitse hereniging, kwamen te laat om de onderhandelingen in Maastricht te kunnen beïnvloeden, maar lieten zich wel gelden tijdens het ratificatieproces. In Duitsland boog een constitutioneel hof zich uitgebreid over de materie voordat de claim werd verworpen dat het verdrag niet-constitutioneel was. Al deze ervaringen, gecombineerd met de wetenschap dat in andere landen bewijs aanwezig was dat de instemming van burgers met het doen en laten van de Europese Unie aan het afnemen was, waren alarmsignalen in de richting van de federalistische oriëntatie.
Na de moeizame ratificatie lag ook Commissie-voorzitter Jacques Delors onder vuur. Zelfs in Duitsland was breed het anti-discours van Thatcher te horen. In interview met Elsevier verdedigde Delors zich nadat hij een "witboek" had opgesteld. De Commissievoorzitter zag geen andere uitkomst meer dan een dualistisch model. ‘Ik ben voor twee Europa's. Eén Europa dat als een heuse politieke gemeenschap functioneert met een reëel gezag. Dit impliceert soevereiniteitsoverdrachten, instellingen die efficiënt en democratisch zijn, stemmingen volgens het meerderheidsbeginsel. Daarnaast kan een ruimere Europese entiteit ontstaan die cultureel, economisch en politiek is geassocieerd met het eerste Europa. John Major heeft het de laatste tijd altijd over twee Europa’s, maar in zijn ogen is het eerste Europa dood, out of date, zoals hij dat noemt. Hij wil dat we de droom van Jean Monnet opbergen en meteen aan de opbouw van het tweede, grote Europa beginnen. Daar kan ik kort over zijn: als we Major volgen, verliezen we onze invloed in de wereld. Tragisch is dat de Twaalf de gordiaanse knoop van het Europese dualisme maar niet willen doorhakken. En in dubbelzinnigheid worden meestal geen compromissen van hoge kwaliteit gesloten.' Volgens ingewijden had Delors niet minder dan zijn politieke lot verbonden aan de goedkeuring van zijn economisch programma. Hij weigerde er tegenover Elsevier over te praten, maar gecharmeerd door het gunstige onthaal van zijn witboek vertelde hij dat hij er zeker van was dat zijn visie correct was. ‘Ik blijf zeggen dat met een werkloosheidspercentage van 20 procent Europa niet meer zal bestaan. Een maatschappij waar twintig op de honderd achttienjarigen geen toegang krijgen tot de arbeidsmarktis onhoudbaar en eindigt onherroepelijk in de fuik van desintegratie. Nu reeds slaan de kwalen als gevolg van sociale uitsluiting de brand in een beetje gevormd geweten. Armoede, kleine criminaliteit, drugs, verloederde stadsbuurten.... het onderlinge verband met de toenemende werkloosheid is zo herkenbaar. Met een te hoge werkloosheidsdruk komt de elementaire cohesie van de samenleving in gevaar. Daarom heb ik reeds in Kopenhagen het sociale geweten van de Europese leiders aangesproken, liever dan me te verliezen in institutioneel gehannes. Vandaag ben ik er nog meer van overtuigd dat het succes van het witboek in de praktijk een fundamentele parameter zal zijn voor de toekomst van de Europeanen. En in dit perspectief accepteer ik het verwijt niet van sommigen die denken dat Delors alleen oog heeft voor het kleine, rijke Europa ten nadele van het grote Europa dat nog moet worden opgebouwd. De vooruitgang van Europa - ook in maatschappelijke en institutionele zin - veronderstelt een antwoord op de structurele economische crisis. Dat is zelfs een conditio sine qua non.’
Het Verdrag van Maastricht trad in werking op 1 november 1993. Op 1 januari 2002 werd als gevolg van de in het verdrag gemaakte afspraken over de monetaire unie de euro ingevoerd.
In 1997 werd het Verdrag betreffende de Europese Unie gewijzigd door het Verdrag van Amsterdam, in 2001 door het Verdrag van Nice en in 2007 door het Verdrag van Lissabon. 
Reeds in de ratificatieperiode van het Verdrag van Maastricht werden de eerste gesprekken gevoerd met aspirant-lidstaten van de Europese Gemeenschap/Unie. Met het Verdrag van Lissabon (2007) was het aantal lidstaten toegenomen tot 28. Ondanks alle kritiek op het federalisme dat ontstond in de ratificatieperiode van het Verdrag van Maastricht ging de Europese Unie in de periode 2001-2003 over tot het ontwerp van een Verdrag tot vaststelling van een Grondwet voor Europa. Een eerste poging strandde in 2005 op referenda gehouden in Frankrijk en Nederland. Met veel moeite werd de Europese Grondwet vervolgens omgevormd tot een minder ambitieus hervormingsproces. De Franse president Valéry Giscard d'Estaing heeft echter publiekelijk aangegeven dat dit verdrag grotendeels identiek was aan de afgestemde grondwet. De vorm was alleen anders om nieuwe referenda te voorkomen. Desalniettemin was het Verdrag van Lissabon niet de fundatie van een Europese federatie of superstaat, iets wat de eurosceptici vreesden dat er zou komen. Het was de consolidatie van reeds bestaande verdragen aangevuld met een aantal institutionele innovaties en een uitbreiding van EU-competenties. Het was als gevolg van moeizame onderhandelingen een verre van ideale tekst, maar net als het Verdrag van Maastricht hetgeen wat op dat moment het hoogst haalbare was. Met het Verdrag van Lissabon kreeg deze Europese Grondwet rechtsgeldigheid. Het pilarensysteem van het Verdrag van Maastricht werd met het Verdrag van Lissabon verlaten.

## Inhoud

Pijlers van de EU

Het Verdrag van Maastricht verving in 1992 een aantal oudere verdragen van Europese eenwording, waaronder het Verdrag van Parijs (1951), waarmee de Europese Gemeenschap voor Kolen en Staal (EGKS) was opgericht, en het Verdrag van Rome (1957), dat de basis vormde van de Europese Economische Gemeenschap (EEG) en Euratom. In het Verdrag van Maastricht werd de Europese Economische Gemeenschap hernoemd naar Europese Gemeenschap, omdat de terreinen waar de gemeenschap zich mee bezighield nu ook buiten het economische kader vielen. Sinds de inwerkingtreding van het Verdrag van Maastricht vormen de Europese Gemeenschap (voorheen EEG), Euratom en de EGKS de Europese Gemeenschappen (EG). De Europese Gemeenschappen zijn onderdeel van de Europese Unie (EU).
Voor de EU kozen de lidstaten in Maastricht voor een drie-pijlerstructuur: 1. economische samenwerking met als doel het tot stand brengen van een Europese interne markt (vrij verkeer van werknemers, goederen, diensten en kapitaal); 2. samenwerking op het gebied van buitenlandbeleid en veiligheid; 3. samenwerking op het gebied van politie en justitie (binnenlandse veiligheid). De Europese Unie zoals voorgesteld in het Verdrag van Maastricht wordt om die reden weergegeven als een klassieke Griekse tempel, waarbij de Europese rechtsorde (het fronton) gedragen wordt door de drie genoemde pijlers. Na de ratificering in 2009 van het Verdrag van Lissabon werd de indeling in drie pijlers afgeschaft.
Verder werd in het verdrag bepaald dat er een Economische en Monetaire Unie (EMU) gevormd zou worden, met een gemeenschappelijke munteenheid, die later naam 'euro' kreeg. Voor de invoering van de monetaire unie werd een Europese begrotingsdiscipline afgesproken, de zogenaamde convergentiecriteria ("Maastrichtnorm").
Verder werd er een kader ontworpen voor de toekomstige politieke en economische eenmaking. In dat verband hebben de lidstaten zich verplicht om bij te dragen aan de ontwikkeling van trans-Europese netwerken op het gebied van vervoers-, telecommunicatie- en energie-infrastructuur. Zie verder TEN-T.

## Gedenktekens

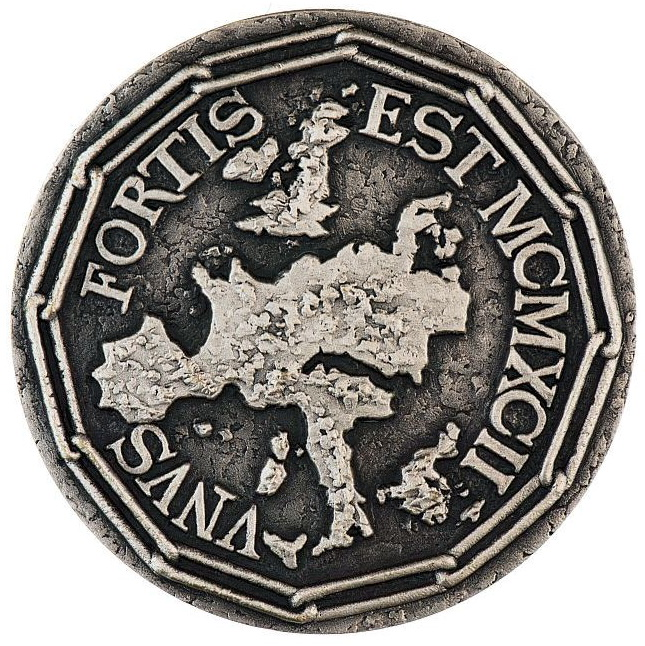
Gedenkpenning Unus fortis est (ontwerp: Willem Verbon)

Voorafgaand aan een lunch tijdens de Europese topconferentie zetten alle aanwezige staatshoofden en regeringsleiders hun handtekening op een mergelwand in de grotten van Château Neercanne. In de Maastrichtse wijk Céramique is het Plein 1992 naar het verdrag genoemd. Op het plein zijn bronzen tegels aangebracht met afwisselend het Euroteken en het jaartal 1992. In dezelfde wijk bevindt zich aan de Avenue Céramique het kunstwerk Stars of Europe van de kunstenaressen Maura Biava en Ruby van den Munckhof, bestaande uit aluminium palen met sterren die draaien in de wind. De grote sterren verwijzen naar de twaalf landen die in 1992 het Verdrag van Maastricht ondertekenden; de kleinere sterren naar de nieuwe lidstaten die er sinds 1992 bij gekomen zijn. Bij het Gouvernement bevindt zich een monument, dat verwijst naar de Europese top van 1991 en het verdrag van 1992. Ook bevindt zich sinds 2018 aan dit gebouw een plaquette die memoreert dat het verdrag in dat jaar het Europees erfgoedlabel verkreeg. Voor het gebouw van de Europese Centrale Bank in Frankfurt am Main staat een groot euro-teken met twaalf sterren, dat indirect verwijst naar de in Maastricht genomen besluiten.

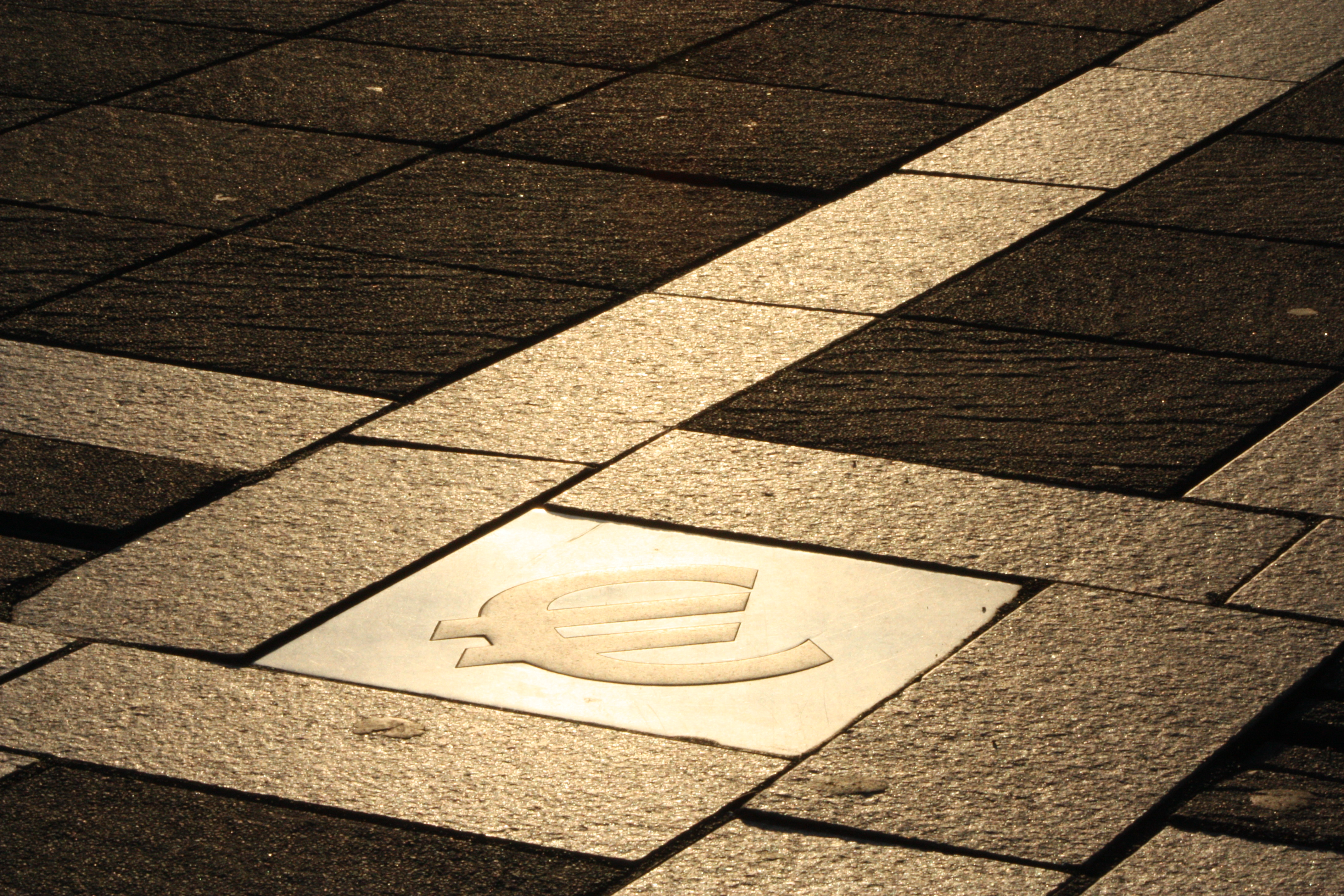
Tegel met €-teken op Plein 1992, Maastricht
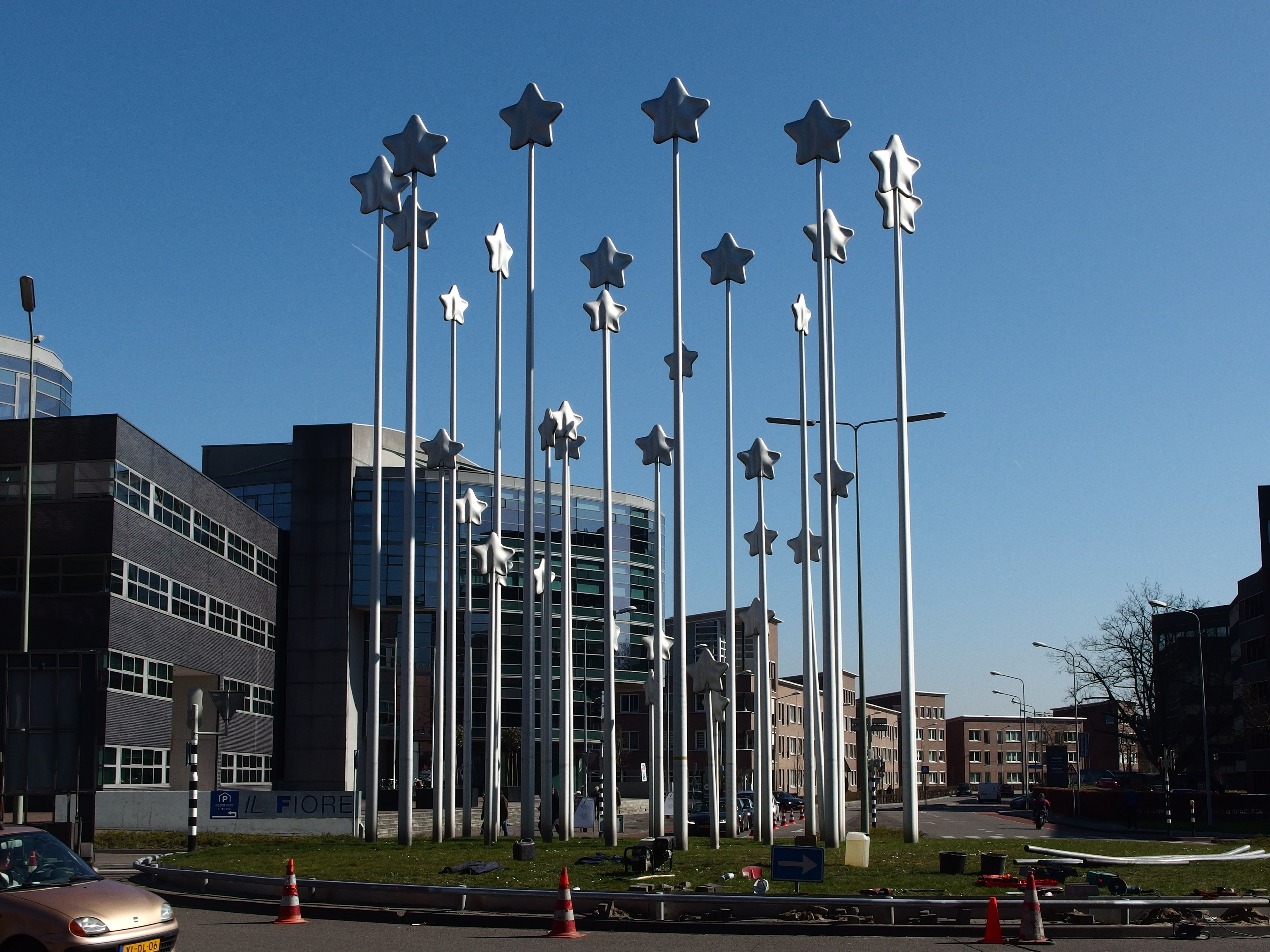
Stars of Europe, Avenue Céramique, Maastricht
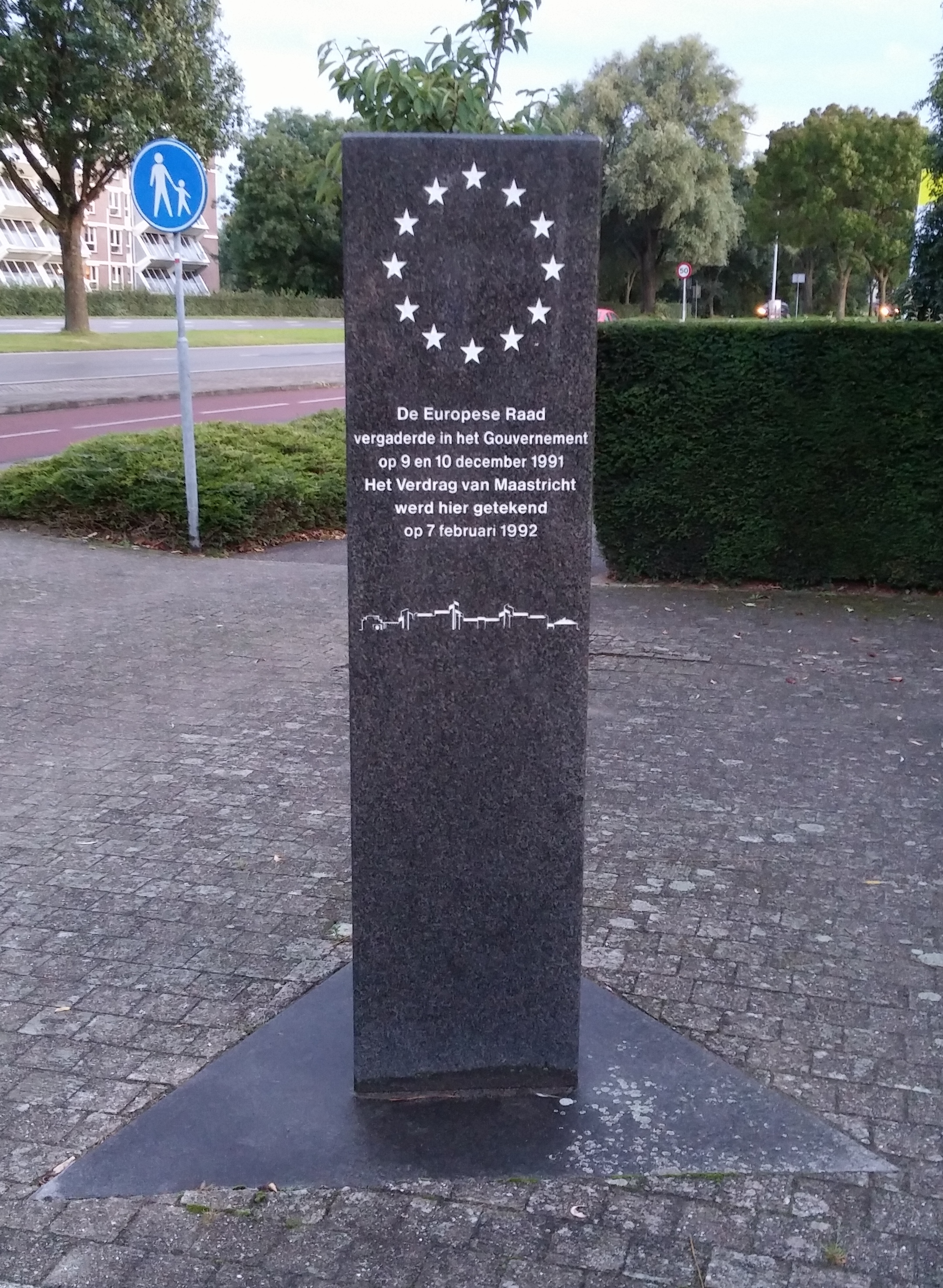
Gedenkteken bij het gouvernement in Maastricht
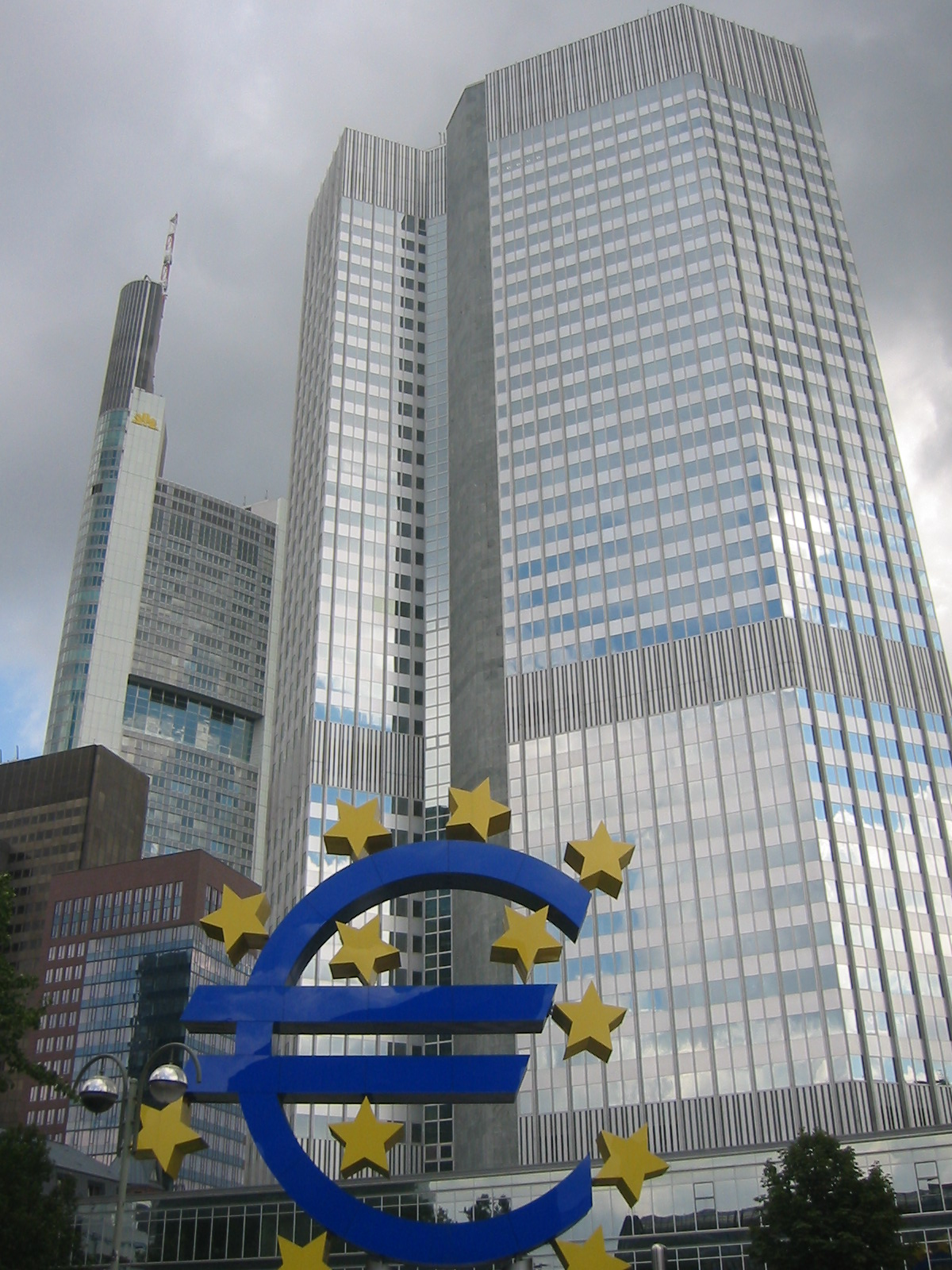
Euro-sculptuur bij de ECB in Frankfurt

## Europees erfgoedlabel en Studio Europa Maastricht
Het Europees Erfgoedlabel (EHL) wijst locaties aan die een sleutelrol hebben gespeeld in Europa en bij de totstandkoming van de Europese Unie. Locaties die het label krijgen, staan symbool voor de Europese idealen, waarden, geschiedenis en integratie.
Maar weinig verdragen hebben zo’n grote invloed gehad op het dagelijks leven van Europeanen als dat van Maastricht. Daarom heeft de Europese Commissie het Verdrag in 2018 bestempeld tot Europees Erfgoed. Dit gebeurde op voorspraak van de Nederlandse regering en de Provincie Limburg. In Nederland hebben slechts drie andere zogenoemde sites het Erfgoedlabel gekregen: Kamp Westerbork, het Vredespaleis in Den Haag en de Koloniën van Weldadigheid.
Toen het Verdrag van Maastricht in 2017 vijfentwintig jaar bestond, waren de Provincie Limburg en de gemeente Maastricht verenigd in het samenwerkingsverband Europe Calling! Dit programma behelsde niet alleen viering en herinnering, maar had ook aandacht voor de financiële en economische problemen in Europa, het solidariteitsvraagstuk en de discussie over de openheid van Europa. ‘Maastricht Working on Europe’ is het vervolg van deze samenwerking, waarbij ook de Universiteit Maastricht als partner aansloot, daarmee het programma ondersteunend met onderzoek en Europa-expertise. De uitvoerende organisatie van dit programma is Studio Europa Maastricht, een in 2018 te Maastricht opgericht centrum op het gebied van Europa-gerelateerd onderzoek. Studio Europa Maastricht verzorgt de nalatenschap van het Verdrag van Maastricht en organiseert activiteiten voor een breed publiek rondom het verzamelen en delen van verhalen over Europa. In juni 2022 vond in de Sint-Janskerk – in aanwezigheid van prinses Beatrix der Nederlanden – de eerste Prinses Beatrixlezing plaats, die volgens plan jaarlijks door Studio Europa Maastricht zal worden georganiseerd. In 2022 was de Franse oud-minister Élisabeth Guigou de hoofdspreker.

## Herdenkingsmunt
In april 2022 is een speciale munt geslagen om 30 jaar dit verdrag en 20 jaar euro te vieren.

## Verloren consensus
Na het Deense referendum en de moeizame ratificatie van het Verdrag van Maastricht was de tijd voorbij dat regeringsleiders konden rekenen op een vanzelfsprekende, stilzwijgende instemming van hun burgers met het Europese integratieproject. Ook buiten Groot-Brittannië en Denemarken gingen pers en publiek op kritische wijze kijken wat zich in de Europese Unie afspeelde.
Om verschillende redenen vormde het Verdrag van Maastricht daarom een kantelpunt in de Europese geschiedenis. Van een overwegend economische samenwerking werd “Europa”  een project dat op het gevoelige terrein van de binnen- en buitenlandse politiek kwam. Bovendien ontstond twijfel of het wel vanzelfsprekend was dat de Europese Unie zich uitbreidde in oostelijke richting. Na de val van de Muur was er in eerste instantie euforie over het einde van de Koude Oorlog. Drie voormalig “neutrale staten”  – Oostenrijk, Finland en Zweden –  die een buffer hadden gevormd tussen de EEG en het door de Sowjet-Unie gedomineerde Oostblok vroegen toelating tot de Europese Unie en werden in januari 1995 lid na een relatief simpele toelatingsprocedure. Deze landen kenden een sterke economie, soms sterker dan die van de reeds bestaande lidstaten, en bezaten een institutionele infrastructuur die het gemakkelijk maakte om EU-regelgeving te interpreteren en te implementeren in eigen staat. Het ineenstorten van het communisme creëerde echter een scenario dat bij de oprichting van de EGKS en de EEG onvoorstelbaar was geweest: de nieuwe onafhankelijke landen van Centraal- en Oost-Europa vroegen om lidmaatschap. Deze landen hadden niet de ontwikkeling van democratie en rechtstaat doorgemaakt van de zes oorspronkelijk lidstaten van de EEG en waren relatief arm. Dankzij de Europese Akte en het Verdrag van Maastricht zouden de inwoners van landen in Centraal- en Oost-Europa automatisch Europese burgers worden met recht op verblijf in het lidstaat naar eigen keuze. Er kon een proces van arbeidsmigratie van oost naar west op gang komen waarvan de omvang moeilijk in te schatten viel. Ook was de vraag hoe ver de solidariteit reikte aangaande het financieren van de politieke en economische opbouw van voormalige Oostbloklanden naar westerse maatstaf door westelijke lidstaten. In 1993 werden via de Criteria van Kopenhagen harde eisen gesteld voor toekomstig lidmaatschap van de Europese Unie, waaronder het hebben van een volwaardige democratie en een competitieve (markt)economie. Het uitbreidingsproces bracht ook vele extra kosten met zich mee, vooral op de terreinen van het landbouw- en structuurbeleid. In de periode 1990-2003 werd ruwweg 600 miljoen euro per jaar verstrekt aan assistentie bij economische en politieke herstructurering in landen in Centraal- en Oost-Europa die een aanvraag hadden gedaan om lid te worden van de Europese Unie opdat zij op termijn een succesvolle aanvraag kon doen. Doel was de sociale en politieke stabiliteit van landen aan de oostgrens van Europese Unie te verbeteren en daarmee de veiligheid van Europa in zijn geheel. Vervolgens kwam het proces op gang dat de westelijke lidstaten meer geld afdroegen aan de Europese Unie dan aan inkomsten binnenkregen als gevolg van de solidariteitsgedachte. Thatchers befaamde uitspraak ‘I want my money back’ kreeg vleugels en sloeg over naar het continent.
Het monetaire proces in de richting van de EMU kreeg na de ratificatie van het Verdrag van Maastricht een zeer slechte start als gevolg van de monetaire crisis die in 1992-1993 Europa trof. Er kwam een einde aan de stabiliteit van het Europese wisselkoerssysteem als gevolg van de enorme kosten van de Duitse eenwording en de hoge rentestand. De vraag was of een streng centraal geharmoniseerd monetair beleid onder leiding van een Europese Centrale Bank wel mogelijk was. De jaren 1990 werden daardoor beheerst door gesteggel over nationale bijdragen. Vooral de rijkere lidstaten gingen zich steeds terughoudender opstellen bij het vaststellen van de afdrachten aan de Europese Unie. Helmut Kohl bleef de grote roerganger van het Europa-project, maar zijn Franse bondgenoot Mitterrand maakte in 1995 plaats voor Jacques Chirac. De relatie tussen Kohl en Chirac werd nooit hecht, maar op het terrein van de EMU realiseerde Chirac zich dat dit een vitaal onderdeel was van goede Frans-Duitse relaties binnen de Europese Unie. Institutionele hervorming ter nadere uitvoering van het Verdrag van Maastricht ging moeizaam. De lidstaten hadden geleerd van de moeizame ratificatie van het Verdrag van Maastricht en hadden dit keer de Internationale Gouvernementele Conferenties eerder te goed dan te slecht voorbereid. Het resultaat was dat de topconferenties van Amsterdam (1997) en Nice (2000), die bedoeld waren voor institutionele hervormingen, resulteerden in moeizame en ingewikkelde compromissen. Wel werd overeenstemming bereikt dat de lidstaten zich moesten houden aan een aantal financieel-economische criteria zodat op termijn een stabiele eenheidsmunt kon worden ingevoerd en gehandhaafd. De grote vraag was of deze criteria ook in economisch zware tijden overeind gehouden konden worden.
Bij de Nederlandse regering ontstonden de eerste aarzelingen kort na het Verdrag van Maastricht. Ze werden alleen niet direct zichtbaar in het gevoerde beleid. De Nederlandse regering bleef zich aanvankelijk vastklampen aan de oude zekerheden van de nationale Europapolitiek en welke dankzij het Verdrag van Maastricht nu ook deels een ankerpunt hadden gekregen: volledige vrijmaking van de handel via de interne markt (vrij grensoverschrijdend verkeer van goederen, diensten, kapitaal en arbeid), het garanderen van faire concurrentieverhoudingen, het tegengaan van dominantie door de grote lidstaten, versterking van de Europese Commissie en verhoging van het democratisch gehalte van de besluitvorming door de uitbreiding van bevoegdheden van het Europees Parlement. Een nieuw punt werd toegevoegd in de malaisesfeer: strikte naleving van de deelname-eisen voor de centrale munt, de “convergentiecriteria". Vooral het begrotingstekort van de (kandidaat-)lidstaten van de EMU-landen moest in Nederlandse ogen aan een strenge limiet worden gebonden. Maar ook organisatorisch zorgde het Verdrag van Maastricht voor veranderingen. Tot het Verdrag van Maastricht was “Europa” vooral het terrein geweest van het Ministerie van Buitenlandse Zaken. Met de komst van de eenheidsmunt begon het Ministerie van Financiën een rol op te eisen, terwijl het Ministerie van Sociale Zaken een rol begon te spelen omdat de Sociale paragraaf  doorwerking kreeg in Nederlands beleid. De Ministeries van Justitie en Binnenlandse Zaken werden direct betrokken bij de Europese Unie als gevolg van de derde “pijler” van het Verdrag van Maastricht. De Nederlandse regering werd dus in de breedte in het Europa-project getrokken, terwijl er tegelijkertijd een nieuwe factor bij kwam: Europa-kritische geluiden vanuit de samenleving. Dit vertaalde zich in het politiek-parlementaire debat. Binnen het Nederlandse parlement waren er altijd al politieke partijen geweest die de supranationale Europese integratiegedachte hadden afgewezen. Dit waren altijd relatief kleine groeperingen aan de uiteinden van het politieke spectrum. In de vroege jaren negentig voegde de VVD zich als eerste grote, gevestigde partij daar bij. Het einde van de brede naoorlogse Europa-consensus was ook in Nederland in zicht. De Brusselse besluitvorming drong in het laatste decennium van de twintigste eeuw diep door in de Nederlandse samenleving. Bijvoorbeeld paspoorten, kentekenplaten van  auto’s, Arbowetgeving, het televisiebestel en ouderschapsregelingen werden Europees gekleurd. Voor politici werd het verleidelijk om de zwartepiet aan Europa door te schuiven als impopulaire maatregelen verdedigd moesten worden. Europa kwam dichter bij de burger en hoger op de nationale politieke agenda te staan. 
Ruud Lubbers veranderde van mening kort na zijn voorzitterschap in Maastricht. ‘Het Verdrag van Maastricht is aanvaardbaar vanuit mijn kijk op Europese integratie. In de periode voor Maastricht sta ik midden in het integraal Europa-denken, volgens het communautaire model, inclusief een sterk Parlement en een sterke Commissie. Ik neig naar het federalisme. We zijn zelfs zo gemotiveerd dat we in 1991 op Black Monday voor de bijl gaan. Maar ook al ben je federalist, dan ontslaat dat je niet van de plicht te onderzoeken welke taken nu wel, en welke niet tot Europees niveau gerekend moeten worden. Ik ben het namelijk met Thatcher eens dat er in Brussel te veel bureaucratie is, te veel de neiging bestaat tot centralisatie. Op de Europese Raad van Madrid introduceren Delors en ik, op mijn initiatief, het subsidiariteitsbeginsel. Het subsidiariteitsbeginsel is een manier om een antwoord te ontwikkelen op de bezwaren tegen een te veel aan bureaucratie in Brussel. In die zin speelt het begrip een goede rol als poging om de zaak op te schonen. Kohl stelt zich er ook achter. Maar het subsidiariteitsbeginsel is niet dé oplossing om precies aan te geven wat wel en wat niet op het Europese niveau thuishoort. Je kunt het zien als een oproep om eens wat meer naar de mensen te gaan luisteren, omdat er een zekere afstand is tussen de burgers en Europa. Het is een houding. Het streven van politiek zo dicht mogelijk bij de burger is een politieke ambitie voor zowel de Unie, als voor ieder van de lidstaten afzonderlijk. Per beleidsterrein moet je kijken wat per land geregeld kan worden en wat niet. Pas dan wordt het juridisch, bestuurlijk en staatkundig duidelijk. Ik pas daar het subsidiariteitsbeginsel toe: alleen datgene naar Europa overhevelen wat echt nodig is. Maar als Europa bepaalde zaken eenmaal moet regelen, dan liefst via het communautaire dan wel federale model van besluitvorming.’ Lubbers vertelde dat zijn voorkeur voor het federale model getemperd waren door een aantal nuanceringen. Dat was in zijn opstelling in 1991 in de aanloop tot en tijdens de topconferentie in Maastricht, maar Europa was in 1991 nog niet toe aan dat debat daarover.
Het grote keerpunt vond plaats in de periode 2002-2010. Op Europees niveau vond een enorme versnelling van het Europese integratieproces plaats. (1) De eenheidsmunt werd ook een tastbare munt in vorm van munten en bankbiljetten. (2) De Europese Unie werd uitgebreid met tien nieuwe lidstaten, voornamelijk afkomstig uit Midden- en Oost-Europa. (3) Er werd een poging gedaan tot het opstellen van een Verdrag tot vaststelling van een Grondwet voor Europa. Tegelijkertijd ontstond op nationaal niveau toenemende eurosceptisme. De invoering van de euro als betaalmiddel leidde in januari 2002 direct tot speculaties bij de Nederlandse burger over het duurder worden van het dagelijks leven. De kritische geluiden van Frits Bolkestein en de VVD werden overgenomen en geradicaliseerd door Pim Fortuyn. De man werd op brute wijze vermoord, maar zijn partij - de Lijst Pim Fortuyn - haalde bij de algemene verkiezingen van mei 2002 in één klap 26 zetels, waarvan er in 2003 nog maar 8 overbleven. Andere politieke partijen namen deels zijn gedachtegoed over. Het Europese integratie-ideaal boette breed aan zeggingskracht in. Europa leek steeds minder als oplossing en steeds meer als probleem ervaren te worden. In juni 2005 werd het Verdrag tot vaststelling van een Grondwet voor Europa per referendum met een overtuigende meerderheid van 61,5% weggestemd. Laurens Jan Brinkhorst, D66-coryfee en minister van Economische Zaken had in interview in De Telegraaf gewaarschuwd dat bij een ‘nee’-uitslag in Nederland ‘het licht zou uitgaan.’ Piet Hein Donner, CDA-politicus en minister van Justitie verkondigde op een partijbijeenkomst dat “nee” –stemmers een stem op een verhoogde kans van oorlog in Europa uitbrachten. Jan Peter Balkenende, de minister-president van CDA-huize probeerde in bijzijn van de Amerikaanse president Bush aan het oorlogskerkhof  van Margraten een poging te doen om de boze geesten te bezweren: ‘De Europese samenwerking heeft ons 60 jaar van vrede, voorspoed en veiligheid gebracht. We staan in de Europese Unie op het punt om de volgende belangrijke stap te zetten: het ratificeren van de Europese Grondwet.’ Deze interventies riepen de woede op van het nee-kamp. De regering zou met angstbeelden de kiezer bang proberen te maken. Een ruime Kamermeerderheid riep de eigen aanhangers om vooral vóór het verdrag te stemmen, maar in het stemhokje gebeurde wat anders. De kloof tussen politici en burgers had zich geopenbaard en de erfenis van het Verdrag van Maastricht was het splijtpunt. Dezelfde typen argumenten werden in 2016 aangevoerd door David Cameron en andere ministers in de richting van Britse burgers om vooral vóór lidmaatschap van de Europese Unie te stemmen. Als “Project Fear “ werden de argumenten weggehoond door het Leave-kamp op het moment dat zij eindelijk de kans kregen, bijna 25 jaar na het Verdrag van Maastricht, om “nee” te zeggen tegen het project “Europese Unie”.
Het “nee” van de Franse en Nederlandse kiezers tegen het Grondwettelijk Verdrag zorgde voor een impasse in de Europese samenwerking. Referenda in andere landen, waaronder het Verenigd Koninkrijk, werden opgeschort of niet meer gehouden. De Europese lidstaten gingen over tot inventariseren op welke wijze de Europese Unie uit de crisis kon komen. Alle regeringen waren het over eens dat de nieuwe intergouvernementele conferentie (IGC) zo kort en snel mogelijk moest zijn. De eigenlijke verdragsonderhandelingen vonden plaats onder Portugees voorzitterschap in de tweede helft van 2007, maar het was de Duitse bondskanselier Angela Merkel die de spil wist te worden van de voorbereidende onderhandelingen. Tijdens het Duitse voorzitterschap in de eerste helft van 2007 wist zij een werkdocument op te laten stellen waarin de hoofdcontouren van het Verdrag van Lissabon zichtbaar werden. Los van diplomatieke zwaargewicht was het geheim van Duitslands succes geheimhouding en snelheid. De Duitse ambtenaren, diplomaten en politici staken hun gevoelshoren uit in alle nationale hoofdsteden om te inventariseren wat de opinies waren en waar de limieten lagen van de verschillende nationale onderhandelingsposities. Tegelijkertijd hield Angela Merkel bilaterale gesprekken met collega’s in de hoop tot overeenstemming en mandaat te komen voor de IGC uit zodat de topconferentie in Lissabon zelf alleen nog maar over technische details kon gaan. De Britse, Nederlandse en Franse regeringen wilden het constitutionele verdrag alleen zodanig veranderen dat een nieuw referendum vermeden kon worden. De Britten en Nederlanden vonden de oplossing om uit de ontstane impasse te komen: een nieuwe intergouvernementele conferentie (IGC) zou alleen reeds bestaande verdragen amenderen, oude verdragen niet vervangen door een nieuw verdrag. Op deze wijze konden nationale regeringen claimen dat er geen nieuw referendum noodzakelijk was. Het ging immers om veranderingen in bestaande verdragen die in het verleden geen referendum vereist hadden. Met oog op het felle eurosceptisme in het Verenigd Koninkrijk had Tony Blair nadere wensen. Hij stelde “rode lijnen” in als grens waar wel of niet een verdrag aangepast kon worden. In zijn algemeenheid wilde Blair dat de aangepaste verdragen zo min mogelijk constitutioneel of statelijk zouden overkomen. Een en ander zou resulteren in het Verdrag van Lissabon.
In de aanloop tot de topconferenties van 2007, waar de basis werd gelegd voor het Verdrag van Lissabon, was ook in Nederland de pers alert. NRC Handelsblad interviewde in de aanloop tot de Europese top de Britse grondwetsspecialist Vernon Bogdanor. Bogdanor vond dat Nederland opnieuw het voortouw moest nemen en zich dit maal moest inzetten om de Europese Unie democratischer te maken. ‘De Europese Unie verkeert al zeker vijftien jaar in een crisis. De politieke elite in Europa is veel te ver voor de bevolking uitgelopen’, zo vertelde hij. Dat was al zo sinds het Verdrag van Maastricht. ‘Helaas hebben regeringen sindsdien weinig gedaan om het contact met de bevolking over Europa te verbeteren. Ook in Nederland niet. Bij het referendum over de Grondwet, twee jaar geleden, bleek dat de politiek de voeling met de burgers volkomen kwijt was. Daardoor kon de rechts-radicale revolte in Nederland ontstaan.’ Het Nederlandse politieke systeem moest dringend gemoderniseerd worden. De communicatie tussen politici en burgers moest verbeterd worden omdat de tijd voorbij was dat mensen passief wachtten welke besluiten er zouden worden genomen die hen als burger en consument zouden raken. Op de vraag van Nederland inmiddels het zwarte schaap van Europa was, antwoordde Bogdanor bevestigend. ‘De Nederlanders waren lange tijd federalistisch, ze wilden heel ver gaan met de Europese integratie en het overdragen van bevoegdheden. Er is te veel macht van de lidstaten, ook van Nederland, naar de instellingen van de EU gegaan. Maar de EU is aan niemand verantwoording schuldig. Dat pikken mensen niet meer. De verkiezingen voor het Europees Parlement zijn heel anders dan verkiezingen voor het nationale parlement. Ze bepalen niet de regering, noch het beleid van de EU, noch de politieke leider. Daarom is de opkomst bij deze verkiezingen zo dramatisch laag.’  Bogdanor deed diverse aanbevelingen, maar zij zijn niet in het Verdrag van Lissabon terecht gekomen.
Medio 2008 werden de Europese lidstaten getroffen door een zware financiële en economische crisis. De bereidheid van financiële instellingen tot onderlinge leningen zakte naar een dieptepunt. Het resultaat was een zware Kredietcrisis. Zowel Amerikaanse als Europese banken raakten in de problemen. In de Europese Unie waren nationale en Europese overheden genoodzaakt om actief op te treden. Banken werden van garanties en kapitaalinjecties voorzien; sommige banken werden genationaliseerd. De interbancaire financiële stromen konden weer op gang worden geholpen, maar de crisis sloeg over naar de reële economie. Het gevolg was een economische recessie, oplopende werkloosheid en toenemende staatsschulden. Er bestond reeds een west-oost tegenstelling. Met de economische recessie ontstond ook een noord-zuid tegenstelling omdat Griekenland, Italië, Spanje en Portugal hun staathuishoudboekje niet in orde hadden. De omvangrijke Griekse staatsschuldencrisis leidde tot een Europese staatsschuldencrisis. Het eurosysteem bleek een gebouw zonder hecht fundament te zijn. Het Groei- en Stabiliteitspact behoorde de Europese eenheidsmunt te stutten, maar de regels van het pact waren reeds in 2004 geschonden door Frankrijk en Duitsland - de twee landen die aan de basis hadden gestaan van het Verdrag van Maastricht en de met dit verdrag op gerichte Economische en Monetaire Unie. Het begrotingstekort behoorde beperkt te blijven tot 3% van het bruto nationaal product. Duitsland was erover heen gegaan, Frankrijk was er zelfs fors overheen gegaan. Het gevolg was een kwetsbare euro. Het probleem werd uiteindelijk opgelost door de oprichting van het Europees Comité voor Systeemrisico’s. Dit comité werd de “toezichthouder op de toezichthouders” en ging controleren of de Europese lidstaten van de EMU zich wel aan de convergentiecriteria hielden. Bovenop de strengere begrotingsdiscipline riep het aangescherpte Stabiliteits- en Groeipact een nieuw fonds op ter vervanging van tijdelijke noodvoorzieningen: het Europees Stabiliteitsmechanisme (ESM). Dit fonds, met een budget van 500 miljard euro, kreeg de bevoegdheid om staatsobligaties van eurolanden op te kopen indien zij in zware financiële nood zouden komen verkeren. Uit onderzoek van het Sociaal en Cultureel Planbureau bleek dat het vertrouwen van de Nederlandse burger in mei 2009 weer was toegekomen tot 80% van de ondervraagden, wat in vergelijking met de omringende landen hoog was. Uit de studie bleek echter ook dat deze steun ‘breed, maar ook broos was’. De Nederlander wist weinig van Europa en de beeldvorming werd snel negatiever zodra dieper op concrete thema’s werd ingegaan. Over het hoofd van de Nederlandse politici en burger zette zich een europeanisering in op intergouvernementele grondslag met supranationale consequenties. De maatregelen om uit de banken- en schuldencrisis te komen in de periode 2008-2013 was de concrete aanleiding. Er ontstond een soevereine overdracht van voorheen nationale bevoegdheden naar het Europese niveau waarvan in 2005, ten tijde van de referenda over de Europese grondwet, zelfs uitgesproken federalisten alleen maar van hun kunnen dromen.
Na de uitbreiding van het aantal lidstaten met voormalig leden van het Sowjet-blok werd de gevreesde massamigratie van oost naar west een realiteit. Extreem-rechtse partijen kregen daarmee de wind in de zeilen en ressentimenten over migratie voedden in ieder geval het “Franse nee”  in 2005 tegen een Europese grondwet terwijl het om twee verschillende vraagstukken ging. Groot-Brittannië had bij de uitbreiding van de Europese Unie ingestemd met toegang tot de Britse arbeidsmarkt zonder enige vorm van restrictie. De netto immigratiesaldi vanuit Centraal- en Oost-Europa werd in 2003 geschat op 5.000 tot 13.000 immigranten per jaar. In 2014 leefden echter bijna anderhalve miljoen arbeidsmigranten uit het voormalig Oostblok in het land en dit had grote sociale consequenties. Het migratieoverschot werd daarom, naast overdracht van nationale soevereiniteit aan de Europese Unie en financiële afdrachten aan de unie, het belangrijkste thema bij het Britse referendum in 2016 of de Britse bevolking wel of bij de Europese Unie wilden blijven behoren. De Conservatieve partij had reeds in het verkiezingsprogramma in 2015 de belofte opgenomen dat er een referendum zou komen over het lidmaatschap van de Europese Unie. In januari 2013 had David Cameron dit eerder opgenomen in zijn Bloomberg-lezing. Kort daarna brak de Europese vluchtelingencrisis uit. De Europese Unie had de grootst mogelijke moeite om de buitengrenzen te bewaken en zorg te dragen dat asielzoekers, waarvan de verdenking was dat het deels economische migranten waren, binnen de grotendeels grenzeloze Europese gemeenschap konden doorreizen naar de meer welvarende landen met een hoog niveau aan sociale voorzieningen. Deze crisis bereikte in 2015 en 2016 een hoogtepunt en kon daardoor het referendum over het Britse lidmaatschap van de Europese Unie beïnvloeden.
De (voormalig) Duitse bondskanselier Helmut Kohl kreeg in 2017 een Europese in plaats van een Duitse staatsbegrafenis in Berlijn. Hij was de eerste persoon die dit kreeg en volgens Jean-Claude Juncker, de toenmalige voorzitter van de Europese Commissie en voormalig minister-president van Luxemburg, nam persoonlijk de leiding bij het organiseren. In het Europese parlement in Straatsburg, met de kist gedrapeerd in de Europese vlag, vond een herdenking met toenmalige en voormalige wereldleiders plaats. Tijdens de herdenkingsdienst vertelde Juncker dat een politieke gigant uit de naoorlogse geschiedenis was overleden. ‘Helmut Kohl was een Duitse patriot, maar hij was ook een Europese patriot. Helmut Kohl was niet alleen de architect van de Duitse eenheid. Hij droeg substantieel bij, meer dan anderen, aan verzoening binnen Europese geschiedenis en Europese geografie’. Juncker vertelde ook dat hij waarschijnlijk de enige in de zaal was die Kohl ooit had zien huilen. ‘Het was op de dag dat wij besloten om druk te zetten op de uitbreiding van de Europese Unie naar het oosten en zuidoosten. Met een door tranen verstikte stem zei hij dat dit een van de mooiste dagen van zijn leven was. Dat hij, de Duitse bondskanselier, het mogelijk maakte om Europa tezamen terug te brengen na alle kwaad dat Duitsland had veroorzaakt.’ 
De dood van Helmut Kohl, in een periode dat de Eurocrisis nog steeds niet onder controle was terwijl Europa in de ban was van populistische partijen die munt sloegen uit de negatieve effecten van migratiegolven, was echter ook reden voor diverse media om vraagtekens te zetten bij de toekomstige levensvatbaar van Kohls project. Een paar maanden eerder had het gezaghebbende tijdschrift The Economist de resultaten gepubliceerd van uitgebreid diepte-onderzoek naar de toekomst van de op dat moment krakende Europese Unie. Ter gelegenheid van de zestigste verjaardag waren alle EU-pijlers bestudeerd en geanalyseerd op hun houdbaarheid. In het begeleidende hoofdcommentaar stelde The Economist dat om te kunnen overleven de Europese Unie meer flexibel moest worden, meer rekening moest houden met de publieke opinie en op pragmatische wijze overgaan tot ‘Never-closer union’.

## Tijdlijn
Tijdlijn met daarin de evolutie van de structuren van de Unie
|                          |                                        |                                                          |                                                          |                                                          |                                                          |                           |                           |                    |      |          |      |
| 1948                     | 1952                                   | 1958                                                     | 1967                                                     | 1987                                                     | 1993                                                     | 1993                      | 1999                      | 2002               | 2003 | 2009     | 2011 |
| Brussel                  | EGKS                                   | EEG / Euratom                                            | Fusieverdrag                                             | Europese Akte                                            | EU-Verdrag                                               | EU-Verdrag                | Amsterdam                 |                    | Nice | Lissabon |      |
|                          |                                        |                                                          | Europese Gemeenschap voor Kolen en Staal (EGKS)          |                                                          |                                                          |                           |                           |                    |      |          |      |
|                          |                                        | Europese Gemeenschap voor Atoomenergie (EURATOM)         |                                                          |                                                          |                                                          |                           |                           |                    |      |          |      |
|                          | Europese Economische Gemeenschap (EEG) | Europese Economische Gemeenschap (EEG)                   | → P Ĳ L E R S →                                          |                                                          | Europese Gemeenschap (EG)                                | Europese Gemeenschap (EG) | Europese Gemeenschap (EG) | Europese Unie (EU) |      |          |      |
|                          | ↑Europese Gemeenschappen↑              | ↑Europese Gemeenschappen↑                                | ↑Europese Gemeenschappen↑                                | Justitie & Binnenlandse Zaken (JBZ)                      | Europese Gemeenschap (EG)                                | Europese Gemeenschap (EG) | Europese Gemeenschap (EG) | Europese Unie (EU) |      |          |      |
|                          |                                        | Politiële & justitiële samenwerking in strafzaken (PJSS) | → P Ĳ L E R S →                                          |                                                          |                                                          |                           |                           | Europese Unie (EU) |      |          |      |
|                          | Europese politieke samenwerking (EPS)  | Gemeenschappelijk buitenlands & veiligheidsbeleid (GBVB) | Gemeenschappelijk buitenlands & veiligheidsbeleid (GBVB) | Gemeenschappelijk buitenlands & veiligheidsbeleid (GBVB) | Gemeenschappelijk buitenlands & veiligheidsbeleid (GBVB) |                           |                           | Europese Unie (EU) |      |          |      |
|                          | Europese politieke samenwerking (EPS)  |                                                          |                                                          |                                                          |                                                          |                           |                           | Europese Unie (EU) |      |          |      |
| West-Europese Unie (WEU) |                                        |                                                          |                                                          |                                                          |                                                          |                           |                           | Europese Unie (EU) |      |          |      |
|                          |                                        |                                                          |                                                          |                                                          |                                                          |                           |                           |                    |      |          |      |